# 2016-os WTA-szezon
A 2016-os WTA-szezon a WTA, azaz a női profi teniszezők nemzetközi szövetsége által megszervezett versenysorozat 2016-os évada. A szezon magába foglalja a Nemzetközi Teniszszövetség (ITF) által felügyelt Grand Slam-tornákat, a Premier tornákat, az International tornákat, az ITF által szervezett Fed-kupát és a 2016. évi nyári olimpiai játékok tenisztornáját, valamint a két év végi versenyt, a WTA Finals világbajnokságot és a WTA Elite Trophy bajnokok tornáját. 2016-ban a versenynaptár része az ITF által szervezett Hopman-kupa is, amelyért azonban ranglistapontok nem járnak.
A szezonban váltás történt a világranglista élén: Angelique Kerber került az élre, megszakítva ezzel Serena Williams 2013. február 18 óta, 186 hete tartó elsőségét. Angelique Kerber a négy Grand Slam-torna közül kettőt nyert meg, az Australian Opent és a US Opent, és döntőt játszott Wimbledonban, ahol Serena Williams huszonkettedik Grand Slam-tornagyőzelmét szerezte meg. A Roland Garrost a spanyol Garbiñe Muguruza nyerte, miután a döntőben legyőzte Serena Williamst. A riói olimpia női egyes számát a Puerto Ricó-i Mónica Puig nyerte.
A szezonban a legtöbb tornagyőzelmet, négyet Dominika Cibulková érte el, a legtöbb döntőt, nyolcat Angelique Kerber játszotta.
- Az év játékosa: Angelique Kerber
- Az év párosa: a francia Caroline Garcia–Kristina Mladenovic páros
- Az év legtöbbet fejlődött játékosa: Konta Johanna
- Az év felfedezettje: Ószaka Naomi
- Az év visszatérő játékosa: Dominika Cibulková

## Az év kiemelkedő magyar eredményei
Babos Tímea egyéniben döntőt játszott Florianópolisban, párosban döntőt játszott Miamiban, Wimbledonban és Jani Réka Lucával párban Florianópolisban.

## Versenynaptár
A WTA 2016-os teljes versenynaptára, feltüntetve benne a legalább negyeddöntőbe jutott versenyzőket.
A színjelölések
| Grand Slam-tornák     |
| WTA Premier Mandatory |
| WTA Premier 5         |
| WTA Premier           |
| WTA International     |
| WTA Finals            |
| WTA Elite Trophy      |
| Olimpia               |
| Csapatversenyek       |

Rövidítések: KM=körmérkőzés

### Január
| Kezdés                | Torna | Győztesek                                        | Ellenfelek a döntőben               | Elődöntősök                                                                       | Negyeddöntősök                                                              |
| --------------------- | --- | ------------------------------------------------ | ----------------------------------- | --------------------------------------------------------------------------------- | --------------------------------------------------------------------------- |
| Január 4.             | Hopman-kupa Perth, Ausztrália ITF Vegyes csapatok versenye $1,000,000 – Kemény (f) – 8 csapat (KM)                   | Ausztrália Zöld · 2–0                            | Ukrajna                             | Körmérkőzés (A-csoport) Csehország · Ausztrália Arany · Amerikai Egyesült Államok | Körmérkőzés (B-csoport) Egyesült Királyság · Németország · Franciaország    |
| Január 4.             | Brisbane International Brisbane, Ausztrália WTA Premier $1,000,000 – Kemény – 30E/32Q/16P                            | Viktorija Azaranka 6–3 6–1                       | Angelique Kerber                    | Samantha Crawford Carla Suárez Navarro                                            | Roberta Vinci Andrea Petković Anasztaszija Pavljucsenkova Varvara Lepchenko |
| Január 4.             | Brisbane International Brisbane, Ausztrália WTA Premier $1,000,000 – Kemény – 30E/32Q/16P                            | Martina Hingis Szánija Mirza 7–5 6–1             | Angelique Kerber Andrea Petković    | Samantha Crawford Carla Suárez Navarro                                            | Roberta Vinci Andrea Petković Anasztaszija Pavljucsenkova Varvara Lepchenko |
| Január 4.             | Shenzhen Open Sencsen, Kína WTA International $500,000 – Kemény – 32E/16Q/16P                                        | Agnieszka Radwańska 6–3, 6–2                     | Alison Riske                        | Anna-Lena Friedsam Babos Tímea                                                    | Vang Csiang Kateřina Siniaková Eugenie Bouchard Anett Kontaveit             |
| Január 4.             | Shenzhen Open Sencsen, Kína WTA International $500,000 – Kemény – 32E/16Q/16P                                        | Vania King Monica Niculescu 6–1, 6–4             | Hszü Ji-fan Cseng Szaj-szaj         | Anna-Lena Friedsam Babos Tímea                                                    | Vang Csiang Kateřina Siniaková Eugenie Bouchard Anett Kontaveit             |
| Január 4.             | ASB Classic Auckland, Új-Zéland WTA International $250,000 – Kemény – 32E/32Q/16P                                    | Sloane Stephens 7–5, 6–2                         | Julia Görges                        | Tamira Paszek Caroline Wozniacki                                                  | Hibino Nao Kirsten Flipkens Alexandra Dulgheru Naomi Broady                 |
| Január 4.             | ASB Classic Auckland, Új-Zéland WTA International $250,000 – Kemény – 32E/32Q/16P                                    | Elise Mertens An-Sophie Mestach 2–6, 6–3, [10–5] | Danka Kovinić Barbora Strýcová      | Tamira Paszek Caroline Wozniacki                                                  | Hibino Nao Kirsten Flipkens Alexandra Dulgheru Naomi Broady                 |
| Január 11.            | Apia International Sydney Sydney, Ausztrália WTA Premier $753,000 – Kemény – 30E/32Q/16P                             | Szvetlana Kuznyecova 6–0, 6–2                    | Mónica Puig                         | Simona Halep Belinda Bencic                                                       | Karolína Plíšková Sara Errani Jekatyerina Makarova Samantha Stosur          |
| Január 11.            | Apia International Sydney Sydney, Ausztrália WTA Premier $753,000 – Kemény – 30E/32Q/16P                             | Martina Hingis Szánija Mirza 1–6, 7–5, [10–5]    | Caroline Garcia Kristina Mladenovic | Simona Halep Belinda Bencic                                                       | Karolína Plíšková Sara Errani Jekatyerina Makarova Samantha Stosur          |
| Január 11.            | Moorilla Hobart International Hobart, Ausztrália WTA International $250,000 – Kemény – 32E/32Q/16P                   | Alizé Cornet 6–1, 6–2                            | Eugenie Bouchard                    | Johanna Larsson Dominika Cibulková                                                | Mona Barthel Heather Watson Kiki Bertens Camila Giorgi                      |
| Január 11.            | Moorilla Hobart International Hobart, Ausztrália WTA International $250,000 – Kemény – 32E/32Q/16P                   | Han Hszin-jün Christina McHale 6-3, 6-0          | Kimberly Birrell Jarmila Wolfe      | Johanna Larsson Dominika Cibulková                                                | Mona Barthel Heather Watson Kiki Bertens Camila Giorgi                      |
| Január 18. Január 25. | Australian Open Melbourne, Ausztrália Grand Slam $14,835,728 – Kemény 128E/96Q/64P/32V Egyéni – Páros – Vegyes páros | Angelique Kerber 6–4, 3–6, 6–4                   | Serena Williams                     | Agnieszka Radwańska Konta Johanna                                                 | Marija Sarapova Carla Suárez Navarro Viktorija Azaranka Csang Suaj          |
| Január 18. Január 25. | Australian Open Melbourne, Ausztrália Grand Slam $14,835,728 – Kemény 128E/96Q/64P/32V Egyéni – Páros – Vegyes páros | Martina Hingis Szánija Mirza 7–6(1), 6–3         | Andrea Hlaváčková Lucie Hradecká    | Agnieszka Radwańska Konta Johanna                                                 | Marija Sarapova Carla Suárez Navarro Viktorija Azaranka Csang Suaj          |
| Január 18. Január 25. | Australian Open Melbourne, Ausztrália Grand Slam $14,835,728 – Kemény 128E/96Q/64P/32V Egyéni – Páros – Vegyes páros | Jelena Vesznyina Bruno Soares 6–4, 4–6, [10–5]   | Coco Vandeweghe Horia Tecău         | Agnieszka Radwańska Konta Johanna                                                 | Marija Sarapova Carla Suárez Navarro Viktorija Azaranka Csang Suaj          |

### Február
| Kezdés      | Torna | Győztesek                                                                               | Ellenfelek a döntőben                                                      | Elődöntősök                         | Negyeddöntősök                                                                |
| ----------- | --- | --------------------------------------------------------------------------------------- | -------------------------------------------------------------------------- | ----------------------------------- | ----------------------------------------------------------------------------- |
| Február 1.  | Fed-kupa negyeddöntők Kolozsvár, Románia – Kemény (f) Lipcse, Németország – Kemény (f) Marseille, Franciaország – Kemény (f) Moszkva, Oroszország – Kemény (f) | A negyeddöntők győztesei Csehország 3–2 · Svájc 3–2 · Franciaország 4–1 · Hollandia 3–1 | A negyeddöntők vesztesei Románia · Németország · Olaszország · Oroszország |                                     |                                                                               |
| Február 8.  | St. Petersburg Ladies Trophy Szentpétervár, Oroszország WTA Premier $753,000 – Kemény (f) – 28E/32Q/16P                                                        | Roberta Vinci 6–4, 6–3                                                                  | Belinda Bencic                                                             | Darja Kaszatkina Ana Ivanović       | Anasztaszija Pavljucsenkova Dominika Cibulková Katerina Kozlova Babos Tímea   |
| Február 8.  | St. Petersburg Ladies Trophy Szentpétervár, Oroszország WTA Premier $753,000 – Kemény (f) – 28E/32Q/16P                                                        | Martina Hingis Szánija Mirza 6–3, 6–1                                                   | Vera Dusevina Barbora Krejčíková                                           | Darja Kaszatkina Ana Ivanović       | Anasztaszija Pavljucsenkova Dominika Cibulková Katerina Kozlova Babos Tímea   |
| Február 8.  | Taiwan Open Kaohsziung, Tajvan WTA International $500,000 – Kemény – 32E/24Q/16P                                                                               | Venus Williams 6–4, 6–2                                                                 | Doi Miszaki                                                                | Julija Putyinceva Hszie Su-vej      | Anastasija Sevastova Stefanie Vögele Jelizaveta Kulicskova Nara Kurumi        |
| Február 8.  | Taiwan Open Kaohsziung, Tajvan WTA International $500,000 – Kemény – 32E/24Q/16P                                                                               | Csan Hao-csing Csan Jung-zsan 6–4, 6–3                                                  | Hozumi Eri Kato Miju                                                       | Julija Putyinceva Hszie Su-vej      | Anastasija Sevastova Stefanie Vögele Jelizaveta Kulicskova Nara Kurumi        |
| Február 15. | Dubai Duty Free Tennis Championships Dubaj, Egyesült Arab Emírségek WTA Premier $2,000,000 – Kemény – 28E/32Q/16P                                              | Sara Errani 6–0, 6–2                                                                    | Barbora Strýcová                                                           | Caroline Garcia Elina Szvitolina    | Ana Ivanović Andrea Petković Madison Brengle Coco Vandeweghe                  |
| Február 15. | Dubai Duty Free Tennis Championships Dubaj, Egyesült Arab Emírségek WTA Premier $2,000,000 – Kemény – 28E/32Q/16P                                              | Csuang Csia-zsung Darija Jurak 6–4, 6–4                                                 | Caroline Garcia Kristina Mladenovic                                        | Caroline Garcia Elina Szvitolina    | Ana Ivanović Andrea Petković Madison Brengle Coco Vandeweghe                  |
| Február 15. | Rio Open Rio de Janeiro, Brazília WTA International $250,000 – Salak (vörös) – 32E/24Q/16P                                                                     | Francesca Schiavone 2–6, 6–2, 6–2                                                       | Shelby Rogers                                                              | Petra Martić Sorana Cîrstea         | Lara Arruabarrena Cindy Burger Danka Kovinić Paula Cristina Gonçalves         |
| Február 15. | Rio Open Rio de Janeiro, Brazília WTA International $250,000 – Salak (vörös) – 32E/24Q/16P                                                                     | Verónica Cepede Royg María Irigoyen 6–1, 7–6(5)                                         | Tara Moore Conny Perrin                                                    | Petra Martić Sorana Cîrstea         | Lara Arruabarrena Cindy Burger Danka Kovinić Paula Cristina Gonçalves         |
| Február 22. | Qatar Total Open Doha, Katar WTA Premier 5 $2,818,000 – Kemény – 56E/32Q/28P                                                                                   | Carla Suárez Navarro 1–6, 6–4, 6–4                                                      | Jeļena Ostapenko                                                           | Andrea Petković Agnieszka Radwańska | Cseng Szaj-szaj Garbiñe Muguruza Roberta Vinci Jelena Vesznyina               |
| Február 22. | Qatar Total Open Doha, Katar WTA Premier 5 $2,818,000 – Kemény – 56E/32Q/28P                                                                                   | Csan Hao-csing Csan Jung-zsan 6–3, 6–3                                                  | Sara Errani Carla Suárez Navarro                                           | Andrea Petković Agnieszka Radwańska | Cseng Szaj-szaj Garbiñe Muguruza Roberta Vinci Jelena Vesznyina               |
| Február 22. | Abierto Mexicano Telcel Acapulco, Mexikó WTA International $250,000 – Kemény – 32E/24Q/16P                                                                     | Sloane Stephens 6–4, 4–6, 7–6(5)                                                        | Dominika Cibulková                                                         | Christina McHale Yanina Wickmayer   | Johanna Larsson Mirjana Lučić-Baroni Anasztaszija Pavljucsenkova Ószaka Naomi |
| Február 22. | Abierto Mexicano Telcel Acapulco, Mexikó WTA International $250,000 – Kemény – 32E/24Q/16P                                                                     | Anabel Medina Garrigues Arantxa Parra Santonja 6–0, 6–4                                 | Kiki Bertens Johanna Larsson                                               | Christina McHale Yanina Wickmayer   | Johanna Larsson Mirjana Lučić-Baroni Anasztaszija Pavljucsenkova Ószaka Naomi |
| Február 29. | Abierto Monterrey Afirme Monterrey, Mexikó WTA International $250,000 – Kemény – 32E/32Q/16P                                                                   | Heather Watson 3–6, 6–2, 6–3                                                            | Kirsten Flipkens                                                           | Anett Kontaveit Caroline Garcia     | Nicole Gibbs Konta Johanna Pauline Parmentier Caroline Wozniacki              |
| Február 29. | Abierto Monterrey Afirme Monterrey, Mexikó WTA International $250,000 – Kemény – 32E/32Q/16P                                                                   | Anabel Medina Garrigues Arantxa Parra Santonja 4–6, 7–5, [10–7]                         | Petra Martić Maria Sanchez                                                 | Anett Kontaveit Caroline Garcia     | Nicole Gibbs Konta Johanna Pauline Parmentier Caroline Wozniacki              |
| Február 29. | BMW Malaysian Open Kuala Lumpur, Malaysia WTA International $250,000 – Kemény – 32E/24Q/16P                                                                    | Elina Szvitolina 6–7(5), 6–4, 7–5                                                       | Eugenie Bouchard                                                           | Naomi Broady Csu Lin                | Çağla Büyükakçay Sabine Lisicki Vang Csiang Kristína Kučová                   |
| Február 29. | BMW Malaysian Open Kuala Lumpur, Malaysia WTA International $250,000 – Kemény – 32E/24Q/16P                                                                    | Varatchaya Wongteanchai Jang Csao-hszüan 4–6, 6–4, [10–7]                               | Liang Csen Vang Ja-fan                                                     | Naomi Broady Csu Lin                | Çağla Büyükakçay Sabine Lisicki Vang Csiang Kristína Kučová                   |

### Március
| Kezdés                  | Torna | Győztesek                                              | Ellenfelek a döntőben          | Elődöntősök                           | Negyeddöntősök                                                   |
| ----------------------- | --- | ------------------------------------------------------ | ------------------------------ | ------------------------------------- | ---------------------------------------------------------------- |
| Március 7. Március 14.  | BNP Paribas Open Indian Wells, Amerikai Egyesült Államok WTA Premier Mandatory $6,844,139 – Kemény – 96E/48Q/32P      | Viktorija Azaranka 6–4, 6–4                            | Serena Williams                | Agnieszka Radwańska Karolína Plíšková | Simona Halep Petra Kvitová Magdaléna Rybáriková Darja Kaszatkina |
| Március 7. Március 14.  | BNP Paribas Open Indian Wells, Amerikai Egyesült Államok WTA Premier Mandatory $6,844,139 – Kemény – 96E/48Q/32P      | Bethanie Mattek-Sands Coco Vandeweghe 4–6, 6–4, [10–6] | Julia Görges Karolína Plíšková | Agnieszka Radwańska Karolína Plíšková | Simona Halep Petra Kvitová Magdaléna Rybáriková Darja Kaszatkina |
| Március 21. Március 28. | Miami Open presented by Itaú Miami, Amerikai Egyesült Államok WTA Premier Mandatory $6,844,139 – Kemény – 96E/48Q/32P | Viktorija Azaranka 6–3, 6–2                            | Szvetlana Kuznyecova           | Bacsinszky Tímea Angelique Kerber     | Jekatyerina Makarova Simona Halep Konta Johanna Madison Keys     |
| Március 21. Március 28. | Miami Open presented by Itaú Miami, Amerikai Egyesült Államok WTA Premier Mandatory $6,844,139 – Kemény – 96E/48Q/32P | Bethanie Mattek-Sands Lucie Šafářová 6–3, 6–4          | Babos Tímea Jaroszlava Svedova | Bacsinszky Tímea Angelique Kerber     | Jekatyerina Makarova Simona Halep Konta Johanna Madison Keys     |

### Április
| Kezdés      | Torna | Győztesek                                                 | Ellenfelek a döntőben                    | Elődöntősök                                | Negyeddöntősök                                                         |
| ----------- | --- | --------------------------------------------------------- | ---------------------------------------- | ------------------------------------------ | ---------------------------------------------------------------------- |
| Április 4.  | Volvo Cars Open Charleston, Amerikai Egyesült Államok WTA Premier $753,000 – Salak (Green) – 56E/32Q/16P            | Sloane Stephens 7–6(4), 6–2                               | Jelena Vesznyina                         | Angelique Kerber Sara Errani               | Irina-Camelia Begu Darja Kaszatkina Julija Putyinceva Laura Siegemund  |
| Április 4.  | Volvo Cars Open Charleston, Amerikai Egyesült Államok WTA Premier $753,000 – Salak (Green) – 56E/32Q/16P            | Caroline Garcia Kristina Mladenovic 6–2, 7–5              | Bethanie Mattek-Sands Lucie Šafářová     | Angelique Kerber Sara Errani               | Irina-Camelia Begu Darja Kaszatkina Julija Putyinceva Laura Siegemund  |
| Április 4.  | Katowice Open Katowice, Lengyelország WTA International $250,000 – Kemény (f) – 32E/32Q/16P                         | Dominika Cibulková 6–4, 6–0                               | Camila Giorgi                            | Jeļena Ostapenko Pauline Parmentier        | Babos Tímea Kirsten Flipkens Francesca Schiavone Magda Linette         |
| Április 4.  | Katowice Open Katowice, Lengyelország WTA International $250,000 – Kemény (f) – 32E/32Q/16P                         | Hozumi Eri Kato Miju 3–6, 7–5, [10–8]                     | Valentyina Ivahnyenko Marina Melnyikova  | Jeļena Ostapenko Pauline Parmentier        | Babos Tímea Kirsten Flipkens Francesca Schiavone Magda Linette         |
| Április 11. | Fed-kupa elődöntők Luzern, Svájc – Kemény(f) Trélazé, Franciaország – Salak (f)                                     | Az elődöntők győztesei Csehország 3–2 · Franciaország 3–2 | Az elődöntők vesztesei Svájc · Hollandia |                                            |                                                                        |
| Április 11. | Claro Open Colsanitas Bogotá, Kolumbia WTA International $250,000 – Salak (Vörös) – 32E/24Q/16P                     | Irina Falconi 6–2, 2–6, 6–4                               | Sílvia Soler                             | Paula Cristina Gonçalves Lara Arruabarrena | Alekszandra Panova Amra Sadiković Sachia Vickery Catalina Pella        |
| Április 11. | Claro Open Colsanitas Bogotá, Kolumbia WTA International $250,000 – Salak (Vörös) – 32E/24Q/16P                     | Lara Arruabarrena Tatjana Maria 6–2, 4–6, [10–8]          | Gabriela Cé Andrea Gámiz                 | Paula Cristina Gonçalves Lara Arruabarrena | Alekszandra Panova Amra Sadiković Sachia Vickery Catalina Pella        |
| Április 18. | Porsche Tennis Grand Prix Stuttgart, Németország WTA Premier $759,000 – Salak (Vörös) (i) – 28E/32Q/16P             | Angelique Kerber 6–4, 6–0                                 | Laura Siegemund                          | Agnieszka Radwańska Petra Kvitová          | Karolína Plíšková Roberta Vinci Garbiñe Muguruza Carla Suárez Navarro  |
| Április 18. | Porsche Tennis Grand Prix Stuttgart, Németország WTA Premier $759,000 – Salak (Vörös) (i) – 28E/32Q/16P             | Caroline Garcia Kristina Mladenovic 2–6, 6–1, [10–6]      | Martina Hingis Szánija Mirza             | Agnieszka Radwańska Petra Kvitová          | Karolína Plíšková Roberta Vinci Garbiñe Muguruza Carla Suárez Navarro  |
| Április 18. | Istanbul Cup Isztambul, Törökország WTA International $250,000 – Kemény – 32E/24Q/16P                               | Çağla Büyükakçay 3–6, 6–2, 6–3                            | Danka Kovinić                            | Katerina Kozlova Stefanie Vögele           | María Szákari Anastasija Sevastova Hibino Nao Kristína Kučová          |
| Április 18. | Istanbul Cup Isztambul, Törökország WTA International $250,000 – Kemény – 32E/24Q/16P                               | Andreea Mitu İpek Soylu játék nélkül                      | Xenia Knoll Danka Kovinić                | Katerina Kozlova Stefanie Vögele           | María Szákari Anastasija Sevastova Hibino Nao Kristína Kučová          |
| Április 25. | Grand Prix de SAR La Princesse Lalla Meryem Rabat, Marokkó WTA International $250,000 – Salak (Vörös) – 32E/32Q/16P | Bacsinszky Tímea 6–2, 6–1                                 | Marina Eraković                          | Babos Tímea Kiki Bertens                   | Johanna Larsson Pauline Parmentier Julija Putyinceva Aleksandra Krunić |
| Április 25. | Grand Prix de SAR La Princesse Lalla Meryem Rabat, Marokkó WTA International $250,000 – Salak (Vörös) – 32E/32Q/16P | Xenia Knoll Aleksandra Krunić 6–3, 6–0                    | Tatjana Maria Raluca Olaru               | Babos Tímea Kiki Bertens                   | Johanna Larsson Pauline Parmentier Julija Putyinceva Aleksandra Krunić |
| Április 25. | J&T Banka Prague Open Prága, Csehország WTA International $250,000 – Salak – 32E/32Q/16P                            | Lucie Šafářová 3–6, 6–1, 6–4                              | Samantha Stosur                          | Szvetlana Kuznyecova Karolína Plíšková     | Mónica Puig Barbora Strýcová Camila Giorgi Hszie Su-vej                |
| Április 25. | J&T Banka Prague Open Prága, Csehország WTA International $250,000 – Salak – 32E/32Q/16P                            | Margarita Gaszparjan Andrea Hlaváčková 6–4, 6–2           | María Irigoyen Paula Kania               | Szvetlana Kuznyecova Karolína Plíšková     | Mónica Puig Barbora Strýcová Camila Giorgi Hszie Su-vej                |

### Május
| Kezdés              | Torna | Győztesek                                               | Ellenfelek a döntőben                 | Elődöntősök                          | Negyeddöntősök                                                       |
| ------------------- | --- | ------------------------------------------------------- | ------------------------------------- | ------------------------------------ | -------------------------------------------------------------------- |
| Május 2.            | Mutua Madrid Open Madrid, Spanyolország WTA Premier Mandatory $5,300,951 – Salak (Vörös) – 64E/32Q/28P                    | Simona Halep 6–2, 6–4                                   | Dominika Cibulková                    | Louisa Chirico Samantha Stosur       | Sorana Cîrstea Daria Gavrilova Irina-Camelia Begu Patricia Maria Țig |
| Május 2.            | Mutua Madrid Open Madrid, Spanyolország WTA Premier Mandatory $5,300,951 – Salak (Vörös) – 64E/32Q/28P                    | Caroline Garcia Kristina Mladenovic 6–4, 6–4            | Martina Hingis Szánija Mirza          | Louisa Chirico Samantha Stosur       | Sorana Cîrstea Daria Gavrilova Irina-Camelia Begu Patricia Maria Țig |
| Május 9.            | Internazionali BNL d'Italia Róma, Olaszország WTA Premier 5 $2,900,360 – Salak (Vörös) – 56E/32Q/28P                      | Serena Williams 7–6(5), 6–3                             | Madison Keys                          | Irina-Camelia Begu Garbiñe Muguruza  | Szvetlana Kuznyecova Doi Miszaki Bacsinszky Tímea Barbora Strýcová   |
| Május 9.            | Internazionali BNL d'Italia Róma, Olaszország WTA Premier 5 $2,900,360 – Salak (Vörös) – 56E/32Q/28P                      | Martina Hingis Szánija Mirza 6–1, 6–7(5), [10–3]        | Jekatyerina Makarova Jelena Vesznyina | Irina-Camelia Begu Garbiñe Muguruza  | Szvetlana Kuznyecova Doi Miszaki Bacsinszky Tímea Barbora Strýcová   |
| Május 16.           | Internationaux de Strasbourg Strasbourg, Franciaország WTA International $250,000 – Salak (Vörös) – 32E/24Q/16P           | Caroline Garcia 6–4, 6–1                                | Mirjana Lučić-Baroni                  | Virginie Razzano Kristina Mladenovic | Jelena Vesznyina Samantha Stosur Alla Kudrjavceva Pauline Parmentier |
| Május 16.           | Internationaux de Strasbourg Strasbourg, Franciaország WTA International $250,000 – Salak (Vörös) – 32E/24Q/16P           | Anabel Medina Garrigues Arantxa Parra Santonja 6–2, 6–0 | María Irigoyen Liang Csen             | Virginie Razzano Kristina Mladenovic | Jelena Vesznyina Samantha Stosur Alla Kudrjavceva Pauline Parmentier |
| Május 16.           | Nürnberger Versicherungs Cup Nürnberg, Németország WTA International $250,000 – Salak (Vörös) – 32E/24Q/16P               | Kiki Bertens 6–2, 6–2                                   | Mariana Duque Mariño                  | Julia Görges Annika Beck             | Irina Falconi Leszja Curenko Anna-Lena Friedsam Varvara Lepchenko    |
| Május 16.           | Nürnberger Versicherungs Cup Nürnberg, Németország WTA International $250,000 – Salak (Vörös) – 32E/24Q/16P               | Kiki Bertens Johanna Larsson 6–3, 6–4                   | Aojama Suko Renata Voráčová           | Julia Görges Annika Beck             | Irina Falconi Leszja Curenko Anna-Lena Friedsam Varvara Lepchenko    |
| Május 23. Május 30. | Roland Garros Párizs, Franciaország Grand Slam $11,315,740 – Salak (Vörös) 128E/96Q/64P/32V Egyéni – Páros – Vegyes páros | Garbiñe Muguruza 7–5, 6–4                               | Serena Williams                       | Kiki Bertens Samantha Stosur         | Julia Putyinceva Bacsinszky Tímea Shelby Rogers Cvetana Pironkova    |
| Május 23. Május 30. | Roland Garros Párizs, Franciaország Grand Slam $11,315,740 – Salak (Vörös) 128E/96Q/64P/32V Egyéni – Páros – Vegyes páros | Caroline Garcia Kristina Mladenovic 6–3, 2–6, 6–4       | Jekatyerina Makarova Jelena Vesznyina | Kiki Bertens Samantha Stosur         | Julia Putyinceva Bacsinszky Tímea Shelby Rogers Cvetana Pironkova    |
| Május 23. Május 30. | Roland Garros Párizs, Franciaország Grand Slam $11,315,740 – Salak (Vörös) 128E/96Q/64P/32V Egyéni – Páros – Vegyes páros | Martina Hingis Lijendar Pedzs 4–6, 6–4, [10–8]          | Szánija Mirza Ivan Dodig              | Kiki Bertens Samantha Stosur         | Julia Putyinceva Bacsinszky Tímea Shelby Rogers Cvetana Pironkova    |

### Június
| Kezdés               | Torna | Győztesek                                               | Ellenfelek a döntőben               | Elődöntősök                          | Negyeddöntősök                                                                 |
| -------------------- | --- | ------------------------------------------------------- | ----------------------------------- | ------------------------------------ | ------------------------------------------------------------------------------ |
| Június 6.            | Aegon Open Nottingham Nottingham, Nagy-Britannia WTA International $250,000 – Fű – 32E/32Q/16P                  | Karolína Plíšková 7–6(8), 7–5                           | Alison Riske                        | Mónica Puig Cseng Szaj-szaj          | Ashleigh Barty Tamira Paszek Anett Kontaveit Tara Moore                        |
| Június 6.            | Aegon Open Nottingham Nottingham, Nagy-Britannia WTA International $250,000 – Fű – 32E/32Q/16P                  | Andrea Hlaváčková Peng Suaj 7-5, 3-6, [10-7]            | Gabriela Dabrowski Jang Csao-hszüan | Mónica Puig Cseng Szaj-szaj          | Ashleigh Barty Tamira Paszek Anett Kontaveit Tara Moore                        |
| Június 6.            | Topshelf Open ’s-Hertogenbosch, Hollandia WTA International $250,000 – Fű – 32E/24Q/16P                         | Coco Vandeweghe 7–5, 7–5                                | Kristina Mladenovic                 | Belinda Bencic Madison Brengle       | Viktorija Golubic Elise Mertens Katerina Kozlova Jevgenyija Rogyina            |
| Június 6.            | Topshelf Open ’s-Hertogenbosch, Hollandia WTA International $250,000 – Fű – 32E/24Q/16P                         | Okszana Kalasnikova Jaroszlava Svedova 6–1, 6–1         | Xenia Knoll Aleksandra Krunić       | Belinda Bencic Madison Brengle       | Viktorija Golubic Elise Mertens Katerina Kozlova Jevgenyija Rogyina            |
| Június 13.           | AEGON Classic Birmingham, Nagy-Britannia WTA Premier $846,000 – Fű – 32E/32Q/16P                                | Madison Keys 6–3, 6–4                                   | Barbora Strýcová                    | Coco Vandeweghe Carla Suárez Navarro | Yanina Wickmayer Cvetana Pironkova Jeļena Ostapenko Angelique Kerber           |
| Június 13.           | AEGON Classic Birmingham, Nagy-Britannia WTA Premier $846,000 – Fű – 32E/32Q/16P                                | Karolína Plíšková Barbora Strýcová 6–3, 7–6(1)          | Vania King Alla Kudrjavceva         | Coco Vandeweghe Carla Suárez Navarro | Yanina Wickmayer Cvetana Pironkova Jeļena Ostapenko Angelique Kerber           |
| Június 13.           | Mallorca Open Mallorca, Spanyolország WTA International $250,000 – Fű – 32E/32Q/16P                             | Caroline Garcia 6–3, 6–4                                | Anastasija Sevastova                | Kirsten Flipkens Jelena Janković     | Verónica Cepede Royg Ana Ivanović Mariana Duque Mariño Sorana Cîrstea          |
| Június 13.           | Mallorca Open Mallorca, Spanyolország WTA International $250,000 – Fű – 32E/32Q/16P                             | Gabriela Dabrowski María José Martínez Sánchez 6–4, 6–2 | Anna-Lena Friedsam Laura Siegemund  | Kirsten Flipkens Jelena Janković     | Verónica Cepede Royg Ana Ivanović Mariana Duque Mariño Sorana Cîrstea          |
| Június 20.           | AEGON International Eastbourne, Nagy Britannia WTA Premier $776,878 – Fű – 48E/32Q/16P                          | Dominika Cibulková 7–5, 6–3                             | Karolína Plíšková                   | Mónica Puig Konta Johanna            | Agnieszka Radwańska Kristina Mladenovic Jelena Vesznyina Jekatyerina Makarova  |
| Június 20.           | AEGON International Eastbourne, Nagy Britannia WTA Premier $776,878 – Fű – 48E/32Q/16P                          | Darija Jurak Anastasia Rodionova 5-7, 7-6(4), [10-6]    | Csan Hao-csing Csan Jung-zsan       | Mónica Puig Konta Johanna            | Agnieszka Radwańska Kristina Mladenovic Jelena Vesznyina Jekatyerina Makarova  |
| Június 27. Július 4. | Wimbledon London, Nagy-Britannia Grand Slam $11,174,883 – Fű 128E/96Q/64P/16Q/48V Egyéni – Páros – Vegyes páros | Serena Williams 7–5, 6–3                                | Angelique Kerber                    | Jelena Vesznyina Venus Williams      | Anasztaszija Pavljucsenkova Dominika Cibulková Simona Halep Jaroszlava Svedova |
| Június 27. Július 4. | Wimbledon London, Nagy-Britannia Grand Slam $11,174,883 – Fű 128E/96Q/64P/16Q/48V Egyéni – Páros – Vegyes páros | Serena Williams Venus Williams 6–3, 6–4                 | Babos Tímea Jaroszlava Svedova      | Jelena Vesznyina Venus Williams      | Anasztaszija Pavljucsenkova Dominika Cibulková Simona Halep Jaroszlava Svedova |
| Június 27. Július 4. | Wimbledon London, Nagy-Britannia Grand Slam $11,174,883 – Fű 128E/96Q/64P/16Q/48V Egyéni – Páros – Vegyes páros | Henri Kontinen Heather Watson 7–6(7–5), 6–4             | Robert Farah Anna-Lena Grönefeld    | Jelena Vesznyina Venus Williams      | Anasztaszija Pavljucsenkova Dominika Cibulková Simona Halep Jaroszlava Svedova |

### Július
| Kezdés     | Torna | Győztesek                                         | Ellenfelek a döntőben             | Elődöntősök                      | Negyeddöntősök                                                                  |
| ---------- | --- | ------------------------------------------------- | --------------------------------- | -------------------------------- | ------------------------------------------------------------------------------- |
| Július 11. | BRD Bucharest Open Bukarest, Románia WTA International $250,000 – Salak (Vörös) – 32E/32Q/16P            | Simona Halep 6–0, 6–0                             | Anastasija Sevastova              | Vania King Laura Siegemund       | Danka Kovinić Pauline Parmentier Polona Hercog Sara Errani                      |
| Július 11. | BRD Bucharest Open Bukarest, Románia WTA International $250,000 – Salak (Vörös) – 32E/32Q/16P            | Jessica Moore Varatchaya Wongteanchai 6–3, 7–6(5) | Alexandra Cadanțu Katarzyna Piter | Vania King Laura Siegemund       | Danka Kovinić Pauline Parmentier Polona Hercog Sara Errani                      |
| Július 11. | Ladies Championship Gstaad Gstaad, Svájc WTA International $250,000 – Salak (Vörös) – 32E/24Q/16P        | Viktorija Golubic 4–6, 6–3, 6–4                   | Kiki Bertens                      | Bacsinszky Tímea Rebeka Masarova | Johanna Larsson Irina Hromacsova Carina Witthöft Annika Beck                    |
| Július 11. | Ladies Championship Gstaad Gstaad, Svájc WTA International $250,000 – Salak (Vörös) – 32E/24Q/16P        | Lara Arruabarrena Xenia Knoll 6–1, 3–6, [10–8]    | Annika Beck Jevgenyija Rogyina    | Bacsinszky Tímea Rebeka Masarova | Johanna Larsson Irina Hromacsova Carina Witthöft Annika Beck                    |
| Július 18. | Bank of the West Classic Stanford, Amerikai Egyesült Államok WTA Premier $846,000 – Kemény – 28E/16Q/16P | Konta Johanna 7–5, 5–7, 6–2                       | Venus Williams                    | Alison Riske Dominika Cibulková  | Catherine Bellis Coco Vandeweghe Cseng Szaj-szaj Doi Miszaki                    |
| Július 18. | Bank of the West Classic Stanford, Amerikai Egyesült Államok WTA Premier $846,000 – Kemény – 28E/16Q/16P | Raquel Atawo Abigail Spears 6–3, 6–4              | Darija Jurak Anastasia Rodionova  | Alison Riske Dominika Cibulková  | Catherine Bellis Coco Vandeweghe Cseng Szaj-szaj Doi Miszaki                    |
| Július 18. | Collector Swedish Open Båstad, Svédország WTA International $250,000 – Salak (Vörös) – 32E/24Q/16P       | Laura Siegemund 7–5, 6–1                          | Kateřina Siniaková                | Julia Görges Johanna Larsson     | Lara Arruabarrena Karin Knapp Annika Beck Sara Errani                           |
| Július 18. | Collector Swedish Open Båstad, Svédország WTA International $250,000 – Salak (Vörös) – 32E/24Q/16P       | Andreea Mitu Alicja Rosolska 6–3, 7–5             | Lesley Kerkhove Lidzija Marozava  | Julia Görges Johanna Larsson     | Lara Arruabarrena Karin Knapp Annika Beck Sara Errani                           |
| Július 18. | Citi Open Washington, Amerikai Egyesült Államok WTA International $250,000 – Kemény – 32E/16Q/16P        | Yanina Wickmayer 6–4, 6–2                         | Lauren Davis                      | Jessica Pegula Julija Putyinceva | Samantha Stosur Camila Giorgi Kristina Mladenovic Ozaki Risza                   |
| Július 18. | Citi Open Washington, Amerikai Egyesült Államok WTA International $250,000 – Kemény – 32E/16Q/16P        | Monica Niculescu Yanina Wickmayer 6–4, 6–3        | Aojama Suko Ozaki Risza           | Jessica Pegula Julija Putyinceva | Samantha Stosur Camila Giorgi Kristina Mladenovic Ozaki Risza                   |
| Július 25. | Canadian Open Montréal, Kanada WTA Premier 5 $2,714,413 – Kemény – 56E/48Q/28P                           | Simona Halep 7–6(2), 6–3                          | Madison Keys                      | Kristína Kučová Angelique Kerber | Konta Johanna Anasztaszija Pavljucsenkova Szvetlana Kuznyecova Darja Kaszatkina |
| Július 25. | Canadian Open Montréal, Kanada WTA Premier 5 $2,714,413 – Kemény – 56E/48Q/28P                           | Jekatyerina Makarova Jelena Vesznyina 6–3, 7–6(5) | Simona Halep Monica Niculescu     | Kristína Kučová Angelique Kerber | Konta Johanna Anasztaszija Pavljucsenkova Szvetlana Kuznyecova Darja Kaszatkina |

### Augusztus
| Kezdés                      | Torna | Győztesek                                             | Ellenfelek a döntőben                 | Elődöntősök                        | Elődöntősök                        | Negyeddöntősök                                                            |
| --------------------------- | --- | ----------------------------------------------------- | ------------------------------------- | ---------------------------------- | ---------------------------------- | ------------------------------------------------------------------------- |
| Augusztus 1.                | Brasil Tennis Cup Florianópolis, Brazília WTA International $250,000 – Kemény – 32E/24Q/16P                                                    | Irina-Camelia Begu 2–6, 6–4, 6–3                      | Babos Tímea                           | Ana Bogdan Mónica Puig             | Ana Bogdan Mónica Puig             | Ljudmila Kicsenok Jeļena Ostapenko Ószaka Naomi Hibino Nao                |
| Augusztus 1.                | Brasil Tennis Cup Florianópolis, Brazília WTA International $250,000 – Kemény – 32E/24Q/16P                                                    | Ljudmila Kicsenok Nagyija Kicsenok 6–3, 6–1           | Babos Tímea Jani Réka Luca            | Ana Bogdan Mónica Puig             | Ana Bogdan Mónica Puig             | Ljudmila Kicsenok Jeļena Ostapenko Ószaka Naomi Hibino Nao                |
| Augusztus 1.                | Jiangxi International Women's Tennis Open Nancsang, Kína WTA International $250,000 – Kemény – 32E/24Q/16P                                     | Tuan Jing-jing 1–6, 6–4, 6–2                          | Vania King                            | Ozaki Risa Eguchi Misa             | Ozaki Risa Eguchi Misa             | Francesca Schiavone Csang Kaj-lin Liu Fang-csou Nara Kurumi               |
| Augusztus 1.                | Jiangxi International Women's Tennis Open Nancsang, Kína WTA International $250,000 – Kemény – 32E/24Q/16P                                     | Liang Csen Lu Csing-csing 3–6, 7–6(2), [13–11]        | Aojama Suko Ninomija Makoto           | Ozaki Risa Eguchi Misa             | Ozaki Risa Eguchi Misa             | Francesca Schiavone Csang Kaj-lin Liu Fang-csou Nara Kurumi               |
| Augusztus 8.                | Tenisz a 2016. évi nyári olimpiai játékokon Rio de Janeiro, Brazília Nyári olimpiai játékok Kemény – 64E/32P/16V Egyéni – Páros – Vegyes páros | Arany                                                 | Ezüst                                 | Bronz                              | Bronz                              | Negyedik helyezett                                                        |
| Augusztus 8.                | Tenisz a 2016. évi nyári olimpiai játékokon Rio de Janeiro, Brazília Nyári olimpiai játékok Kemény – 64E/32P/16V Egyéni – Páros – Vegyes páros | Mónica Puig 6–4, 4–6, 6–1                             | Angelique Kerber                      | Petra Kvitová 7–5, 2–6, 6–2        | Petra Kvitová 7–5, 2–6, 6–2        | Madison Keys                                                              |
| Augusztus 8.                | Tenisz a 2016. évi nyári olimpiai játékokon Rio de Janeiro, Brazília Nyári olimpiai játékok Kemény – 64E/32P/16V Egyéni – Páros – Vegyes páros | Jekatyerina Makarova Jelena Vesznyina 6-4, 6-4        | Bacsinszky Tímea Martina Hingis       | Lucie Šafářová Barbora Strýcová    | Lucie Šafářová Barbora Strýcová    | Andrea Hlaváčková Lucie Hradecká                                          |
| Augusztus 8.                | Tenisz a 2016. évi nyári olimpiai játékokon Rio de Janeiro, Brazília Nyári olimpiai játékok Kemény – 64E/32P/16V Egyéni – Páros – Vegyes páros | Bethanie Mattek-Sands Jack Sock 6-7(3), 6-1, [10-7]   | Venus Williams Rajeev Ram             | Lucie Hradecká Radek Štěpánek      | Lucie Hradecká Radek Štěpánek      | Szánija Mirza Róhan Bópanna                                               |
| Augusztus 15.               | Western & Southern Open Cincinnati, Amerikai Egyesült Államok WTA Premier 5 $2,804,000 – Kemény – 48E/32Q/28P                                  | Karolína Plíšková 6–3, 6–1                            | Angelique Kerber                      | Garbiñe Muguruza Simona Halep      | Garbiñe Muguruza Simona Halep      | Szvetlana Kuznyecova Babos Tímea Agnieszka Radwańska Carla Suárez Navarro |
| Augusztus 15.               | Western & Southern Open Cincinnati, Amerikai Egyesült Államok WTA Premier 5 $2,804,000 – Kemény – 48E/32Q/28P                                  | Szánija Mirza Barbora Strýcová 7–5, 6–4               | Martina Hingis Coco Vandeweghe        | Garbiñe Muguruza Simona Halep      | Garbiñe Muguruza Simona Halep      | Szvetlana Kuznyecova Babos Tímea Agnieszka Radwańska Carla Suárez Navarro |
| Augusztus 22.               | Connecticut Open New Haven, Amerikai Egyesült Államok WTA Premier $761,000 – Kemény – 30E/32Q/16P                                              | Agnieszka Radwańska 6–1, 7–6(3)                       | Elina Szvitolina                      | Petra Kvitová Johanna Larsson      | Petra Kvitová Johanna Larsson      | Kirsten Flipkens Jekatyerina Makarova Jelena Vesznyina Roberta Vinci      |
| Augusztus 22.               | Connecticut Open New Haven, Amerikai Egyesült Államok WTA Premier $761,000 – Kemény – 30E/32Q/16P                                              | Szánija Mirza Monica Niculescu 7–5, 6–4               | Katerina Bondarenko Csuang Csia-zsung | Petra Kvitová Johanna Larsson      | Petra Kvitová Johanna Larsson      | Kirsten Flipkens Jekatyerina Makarova Jelena Vesznyina Roberta Vinci      |
| Augusztus 29. Szeptember 5. | US Open New York, Amerikai Egyesült Államok Grand Slam $11,517,008 – Kemény 128E/128Q/64P/32V Egyes – Páros – Vegyes páros                     | Angelique Kerber 6–3, 4–6, 6–4                        | Karolína Plíšková                     | Serena Williams Caroline Wozniacki | Serena Williams Caroline Wozniacki | Simona Halep Ana Konjuh Anastasija Sevastova Roberta Vinci                |
| Augusztus 29. Szeptember 5. | US Open New York, Amerikai Egyesült Államok Grand Slam $11,517,008 – Kemény 128E/128Q/64P/32V Egyes – Páros – Vegyes páros                     | Bethanie Mattek-Sands Lucie Šafářová 2–6, 7–6(5), 6–4 | Caroline Garcia Kristina Mladenovic   | Serena Williams Caroline Wozniacki | Serena Williams Caroline Wozniacki | Simona Halep Ana Konjuh Anastasija Sevastova Roberta Vinci                |
| Augusztus 29. Szeptember 5. | US Open New York, Amerikai Egyesült Államok Grand Slam $11,517,008 – Kemény 128E/128Q/64P/32V Egyes – Páros – Vegyes páros                     | Laura Siegemund Mate Pavić 6–4, 6–4                   | Coco Vandeweghe Rajeev Ram            | Serena Williams Caroline Wozniacki | Serena Williams Caroline Wozniacki | Simona Halep Ana Konjuh Anastasija Sevastova Roberta Vinci                |

### Szeptember
| Kezdés         | Torna                                                                                               | Győztesek                                       | Ellenfelek a döntőben               | Elődöntősök                          | Negyeddöntősök                                                       |
| -------------- | --------------------------------------------------------------------------------------------------- | ----------------------------------------------- | ----------------------------------- | ------------------------------------ | -------------------------------------------------------------------- |
| Szeptember 12. | Tournoi de Québec Québec, Kanada WTA International $250,000 – Szőnyeg (f) – 32E/24Q/16P             | Océane Dodin 6–4, 6–3                           | Lauren Davis                        | Tereza Martincová Julia Boserup      | Alla Kudrjavceva Jessica Pegula Catherine Bellis Alison Van Uytvanck |
| Szeptember 12. | Tournoi de Québec Québec, Kanada WTA International $250,000 – Szőnyeg (f) – 32E/24Q/16P             | Andrea Hlaváčková Lucie Hradecká 7–6(2), 7–6(2) | Alla Kudrjavceva Alekszandra Panova | Tereza Martincová Julia Boserup      | Alla Kudrjavceva Jessica Pegula Catherine Bellis Alison Van Uytvanck |
| Szeptember 12. | Japan Women's Open Tokió, Japán WTA International $250,000 – Kemény – 32E/32Q/16P                   | Christina McHale 3–6, 6–4, 6–4                  | Kateřina Siniaková                  | Csang Suaj Jana Čepelová             | Alison Riske Varvara Lepchenko Nara Kurumi Viktorija Golubic         |
| Szeptember 12. | Japan Women's Open Tokió, Japán WTA International $250,000 – Kemény – 32E/32Q/16P                   | Aojama Suko Ninomija Makoto 6–3, 6–3            | Jocelyn Rae Anna Smith              | Csang Suaj Jana Čepelová             | Alison Riske Varvara Lepchenko Nara Kurumi Viktorija Golubic         |
| Szeptember 19. | Toray Pan Pacific Open Tokió, Japán WTA Premier $1,000,000 – Kemény – 28E/32Q/16P                   | Caroline Wozniacki 7–5, 6–3                     | Ószaka Naomi                        | Elina Szvitolina Agnieszka Radwańska | Garbiñe Muguruza Aljakszandra Szasznovics Magda Linette Mónica Puig  |
| Szeptember 19. | Toray Pan Pacific Open Tokió, Japán WTA Premier $1,000,000 – Kemény – 28E/32Q/16P                   | Szánija Mirza Barbora Strýcová 6–1, 6–1         | Liang Csen Jang Csao-hszüan         | Elina Szvitolina Agnieszka Radwańska | Garbiñe Muguruza Aljakszandra Szasznovics Magda Linette Mónica Puig  |
| Szeptember 19. | Korea Open Szöul, Dél-Korea WTA International $500,000 – Kemény – 32E/32Q/16P                       | Lara Arruabarrena 6–0, 2–6, 6–0                 | Monica Niculescu                    | Csang Suaj Patricia Maria Țig        | Jana Čepelová Camila Giorgi Sara Sorribes Tormo Johanna Larsson      |
| Szeptember 19. | Korea Open Szöul, Dél-Korea WTA International $500,000 – Kemény – 32E/32Q/16P                       | Kirsten Flipkens Johanna Larsson 6–2, 6–3       | Omae Akiko Peangtarn Plipuech       | Csang Suaj Patricia Maria Țig        | Jana Čepelová Camila Giorgi Sara Sorribes Tormo Johanna Larsson      |
| Szeptember 19. | Guangzhou International Women’s Open Kanton, Kína WTA International $250,000 – Kemény – 32E/24Q/16P | Leszja Curenko 6–4, 3–6, 6–4                    | Jelena Janković                     | Anett Kontaveit Ana Konjuh           | Viktorija Golubic Alison Riske Jennifer Brady Sabine Lisicki         |
| Szeptember 19. | Guangzhou International Women’s Open Kanton, Kína WTA International $250,000 – Kemény – 32E/24Q/16P | Asia Muhammad Peng Suaj 6–2, 7–6(3)             | Volha Havarcova Vera Lapko          | Anett Kontaveit Ana Konjuh           | Viktorija Golubic Alison Riske Jennifer Brady Sabine Lisicki         |
| Szeptember 26. | Wuhan Open Vuhan, Kína WTA Premier 5 $2,589,000 – Kemény – 56E/32Q/28P                              | Petra Kvitová 6–1, 6–1                          | Dominika Cibulková                  | Simona Halep Szvetlana Kuznyecova    | Konta Johanna Madison Keys Agnieszka Radwańska Barbora Strýcová      |
| Szeptember 26. | Wuhan Open Vuhan, Kína WTA Premier 5 $2,589,000 – Kemény – 56E/32Q/28P                              | Bethanie Mattek-Sands Lucie Šafářová 6–1, 6–4   | Szánija Mirza Barbora Strýcová      | Simona Halep Szvetlana Kuznyecova    | Konta Johanna Madison Keys Agnieszka Radwańska Barbora Strýcová      |
| Szeptember 26. | Tashkent Open Taskent, Üzbegisztán WTA International $250,000 – Kemény – 32E/16Q/16P                | Kristýna Plíšková 6–3, 2–6, 6–3                 | Hibino Nao                          | Katerina Kozlova Denisa Allertová    | Stefanie Vögele Irina Hromacsova Leszja Curenko Kirsten Flipkens     |
| Szeptember 26. | Tashkent Open Taskent, Üzbegisztán WTA International $250,000 – Kemény – 32E/16Q/16P                | Raluca Olaru İpek Soylu 7–5, 6–3                | Demi Schuurs Renata Voráčová        | Katerina Kozlova Denisa Allertová    | Stefanie Vögele Irina Hromacsova Leszja Curenko Kirsten Flipkens     |

### Október
| Kezdés      | Torna                                                                                           | Győztesek                                         | Ellenfelek a döntőben                | Elődöntősök                              | Negyeddöntősök |
| ----------- | ----------------------------------------------------------------------------------------------- | ------------------------------------------------- | ------------------------------------ | ---------------------------------------- | --- |
| Október 3.  | China Open Peking, Kína WTA Premier Mandatory $6,289,521 – Kemény – 60E/32Q/28P                 | Agnieszka Radwańska 6–4, 6–2                      | Konta Johanna                        | Elina Szvitolina Madison Keys            | Daria Gavrilova Jaroszlava Svedova Csang Suaj Petra Kvitová                                                                                     |
| Október 3.  | China Open Peking, Kína WTA Premier Mandatory $6,289,521 – Kemény – 60E/32Q/28P                 | Bethanie Mattek-Sands Lucie Šafářová 6–4, 6–4     | Caroline Garcia Kristina Mladenovic  | Elina Szvitolina Madison Keys            | Daria Gavrilova Jaroszlava Svedova Csang Suaj Petra Kvitová                                                                                     |
| Október 10. | Tianjin Open Tiencsin, Kína WTA International $500,000 – Kemény – 32E/24Q/16P                   | Peng Suaj 7–6(3), 6–2                             | Alison Riske                         | Danka Kovinić Szvetlana Kuznyecova       | Agnieszka Radwańska Mónica Puig Han Hszin-jün Ószaka Naomi                                                                                      |
| Október 10. | Tianjin Open Tiencsin, Kína WTA International $500,000 – Kemény – 32E/24Q/16P                   | Christina McHale Peng Suaj 7–6(8), 6–0            | Magda Linette Hszü Ji-fan            | Danka Kovinić Szvetlana Kuznyecova       | Agnieszka Radwańska Mónica Puig Han Hszin-jün Ószaka Naomi                                                                                      |
| Október 10. | Hong Kong Open Hongkong WTA International $250,000 – Kemény – 32E/24Q/16P                       | Caroline Wozniacki 6–1, 6–7(4), 6–2               | Kristina Mladenovic                  | Daria Gavrilova Jelena Janković          | Angelique Kerber Bethanie Mattek-Sands Vang Csiang Alizé Cornet                                                                                 |
| Október 10. | Hong Kong Open Hongkong WTA International $250,000 – Kemény – 32E/24Q/16P                       | Csan Hao-csing Csan Jung-zsan 6–3, 6–1            | Naomi Broady Heather Watson          | Daria Gavrilova Jelena Janković          | Angelique Kerber Bethanie Mattek-Sands Vang Csiang Alizé Cornet                                                                                 |
| Október 10. | Generali Ladies Linz Linz, Ausztria WTA International $250,000 – Kemény (f) – 32E/32Q/16P       | Dominika Cibulková 6–3, 7–5                       | Viktorija Golubic                    | Madison Keys Carla Suárez Navarro        | Garbiñe Muguruza Océane Dodin Denisa Allertová Anasztaszija Pavljucsenkova                                                                      |
| Október 10. | Generali Ladies Linz Linz, Ausztria WTA International $250,000 – Kemény (f) – 32E/32Q/16P       | Kiki Bertens Johanna Larsson 4–6, 6–2, [10–7]     | Anna-Lena Grönefeld Květa Peschke    | Madison Keys Carla Suárez Navarro        | Garbiñe Muguruza Océane Dodin Denisa Allertová Anasztaszija Pavljucsenkova                                                                      |
| Október 17. | Kremlin Cup Moszkva, Oroszország WTA Premier $823,888 – Kemény (f) – 28E/32Q/16P                | Szvetlana Kuznyecova 6–2, 6–1                     | Daria Gavrilova                      | Elina Szvitolina Julia Görges            | Babos Tímea Ana Konjuh Darja Kaszatkina Anasztaszija Pavljucsenkova                                                                             |
| Október 17. | Kremlin Cup Moszkva, Oroszország WTA Premier $823,888 – Kemény (f) – 28E/32Q/16P                | Andrea Hlaváčková Lucie Hradecká 4–6, 6–0, [10–7] | Daria Gavrilova Darja Kaszatkina     | Elina Szvitolina Julia Görges            | Babos Tímea Ana Konjuh Darja Kaszatkina Anasztaszija Pavljucsenkova                                                                             |
| Október 17. | BGL Luxembourg Open Luxembourg, Luxemburg WTA International $250,000 – Kemény (f) – 32E/32Q/16P | Monica Niculescu 6–4, 6–0                         | Petra Kvitová                        | Lauren Davis Kiki Bertens                | Johanna Larsson Andrea Petković Denisa Allertová Caroline Wozniacki                                                                             |
| Október 17. | BGL Luxembourg Open Luxembourg, Luxemburg WTA International $250,000 – Kemény (f) – 32E/32Q/16P | Kiki Bertens Johanna Larsson 4–6, 7–5, [11–9]     | Monica Niculescu Patricia Maria Țig  | Lauren Davis Kiki Bertens                | Johanna Larsson Andrea Petković Denisa Allertová Caroline Wozniacki                                                                             |
| Október 24. | WTA Finals Singapore Év végi világbajnokság $7,000,000 – Kemény (f) – 8E (KM)/8P                | Dominika Cibulková 6–3, 6–4                       | Angelique Kerber                     | Agnieszka Radwańska Szvetlana Kuznyecova | Körmérkőzéses szakasz Simona Halep Madison Keys Karolína Plíšková Garbiñe Muguruza                                                              |
| Október 24. | WTA Finals Singapore Év végi világbajnokság $7,000,000 – Kemény (f) – 8E (KM)/8P                | Jekatyerina Makarova Jelena Vesznyina 7–6(5), 6–3 | Bethanie Mattek-Sands Lucie Šafářová | Agnieszka Radwańska Szvetlana Kuznyecova | Körmérkőzéses szakasz Simona Halep Madison Keys Karolína Plíšková Garbiñe Muguruza                                                              |
| Október 31. | WTA Elite Trophy Csuhaj, Kína Év végi bajnokság $2,214,500 – Kemény (f) – 12E (KM)/6P (KM)      | Petra Kvitová 6–4, 6–2                            | Elina Szvitolina                     | Konta Johanna Csang Suaj                 | Körmérkőzéses szakasz Caroline Garcia Samantha Stosur Bacsinszky Tímea Babos Tímea Barbora Strýcová Roberta Vinci Jelena Vesznyina Kiki Bertens |
| Október 31. | WTA Elite Trophy Csuhaj, Kína Év végi bajnokság $2,214,500 – Kemény (f) – 12E (KM)/6P (KM)      | İpek Soylu Hszü Ji-fan 6–4, 3–6, [10–7]           | Jang Csao-hszüan Ju Hsziao-ti        | Konta Johanna Csang Suaj                 | Körmérkőzéses szakasz Caroline Garcia Samantha Stosur Bacsinszky Tímea Babos Tímea Barbora Strýcová Roberta Vinci Jelena Vesznyina Kiki Bertens |

### November
| Kezdés      | Torna                                                 | Győztesek        | Ellenfelek a döntőben | Elődöntősök | Negyeddöntősök |
| ----------- | ----------------------------------------------------- | ---------------- | --------------------- | ----------- | -------------- |
| November 7. | Fed-kupa döntő Strasbourg, Franciaország – Kemény (f) | Csehország · 3–2 | Franciaország         |             |                |

## Statisztika
Az alábbi táblázat az egyéniben (E), párosban (P) és vegyes párosban (V) elért győzelmek számát mutatja játékosonként, illetve országonként. Az oszlopokban a feltüntetett színekkel vannak elkülönítve egymástól a Grand Slam-tornák, a nyári olimpia tenisztornájának eredményei, az év végi bajnokságok (WTA Finals és WTA Elite Trophy), a Premier tornák (Premier Mandatory, Premier 5, Premier) és az International tornák.
A játékosok/országok sorrendjét a következők határozzák meg: 1. győzelmek száma (azonos nemzetbeliek által megszerzett páros győzelem csak egyszer számít); 2. torna rangja (a táblázat szerinti sorrendben); 3. versenyszám (egyéni – páros – vegyes páros); 4. ábécésorrend.
| Grand Slam tornák     |
| Nyári olimpia         |
| Évvégi bajnokságok    |
| WTA Premier Mandatory |
| WTA Premier 5         |
| WTA Premier           |
| WTA International     |

### Győzelmek játékosonként
| Össz | Játékos                           | E | P | V | E | P | V | E | P | E | P | E | P | E | P | E | P | E | P | V |
| ---- | --------------------------------- | - | - | - | - | - | - | - | - | - | - | - | - | - | - | - | - | - | - | - |
| 8    | Szánija Mirza (IND)               |   | ● |   |   |   |   |   |   |   |   |   | ● |   | ● |   |   | 0 | 8 | 0 |
| 6    | Martina Hingis (SUI)              |   | ● | ● |   |   |   |   |   |   |   |   | ● |   | ● |   |   | 0 | 5 | 1 |
| 6    | Bethanie Mattek-Sands (USA)       |   | ● |   |   |   | ● |   |   |   | ● |   | ● |   |   |   |   | 0 | 5 | 1 |
| 6    | Caroline Garcia (FRA)             |   | ● |   |   |   |   |   |   |   | ● |   |   |   | ● | ● |   | 2 | 4 | 0 |
| 5    | Lucie Šafářová (CZE)              |   | ● |   |   |   |   |   |   |   | ● |   | ● |   |   | ● |   | 1 | 4 | 0 |
| 4    | Kristina Mladenovic (FRA)         |   | ● |   |   |   |   |   |   |   | ● |   |   |   | ● |   |   | 0 | 4 | 0 |
| 4    | Jelena Vesznyina (RUS)            |   |   | ● |   | ● |   |   | ● |   |   |   | ● |   |   |   |   | 0 | 3 | 1 |
| 4    | Dominika Cibulková (SVK)          |   |   |   |   |   |   | ● |   |   |   |   |   | ● |   | ● |   | 4 | 0 | 0 |
| 4    | Monica Niculescu (ROU)            |   |   |   |   |   |   |   |   |   |   |   |   |   | ● | ● | ● | 1 | 3 | 0 |
| 4    | Andrea Hlaváčková (CZE)           |   |   |   |   |   |   |   |   |   |   |   |   |   | ● |   | ● | 0 | 4 | 0 |
| 4    | Kiki Bertens (NED)                |   |   |   |   |   |   |   |   |   |   |   |   |   |   | ● | ● | 1 | 3 | 0 |
| 4    | Peng Suaj (CHN)                   |   |   |   |   |   |   |   |   |   |   |   |   |   |   | ● | ● | 1 | 3 | 0 |
| 4    | Johanna Larsson (SWE)             |   |   |   |   |   |   |   |   |   |   |   |   |   |   |   | ● | 0 | 4 | 0 |
| 3    | Angelique Kerber (GER)            | ● |   |   |   |   |   |   |   |   |   |   |   | ● |   |   |   | 3 | 0 | 0 |
| 3    | Serena Williams (USA)             | ● | ● |   |   |   |   |   |   |   |   | ● |   |   |   |   |   | 2 | 1 | 0 |
| 3    | Jekatyerina Makarova (RUS)        |   |   |   |   | ● |   |   | ● |   |   |   | ● |   |   |   |   | 0 | 3 | 0 |
| 3    | İpek Soylu (TUR)                  |   |   |   |   |   |   |   | ● |   |   |   |   |   |   |   | ● | 0 | 3 | 0 |
| 3    | Viktorija Azaranka (BLR)          |   |   |   |   |   |   |   |   | ● |   |   |   | ● |   |   |   | 3 | 0 | 0 |
| 3    | Simona Halep (ROU)                |   |   |   |   |   |   |   |   | ● |   | ● |   |   |   | ● |   | 3 | 0 | 0 |
| 3    | Agnieszka Radwańska (POL)         |   |   |   |   |   |   |   |   | ● |   |   |   | ● |   | ● |   | 3 | 0 | 0 |
| 3    | Karolína Plíšková (CZE)           |   |   |   |   |   |   |   |   |   |   | ● |   |   | ● | ● |   | 2 | 1 | 0 |
| 3    | Barbora Strýcová (CZE)            |   |   |   |   |   |   |   |   |   |   |   | ● |   | ● |   |   | 0 | 3 | 0 |
| 3    | Csan Hao-csing (TPE)              |   |   |   |   |   |   |   |   |   |   |   | ● |   |   |   | ● | 0 | 3 | 0 |
| 3    | Csan Jung-zsan (TPE)              |   |   |   |   |   |   |   |   |   |   |   | ● |   |   |   | ● | 0 | 3 | 0 |
| 3    | Sloane Stephens (USA)             |   |   |   |   |   |   |   |   |   |   |   |   | ● |   | ● |   | 3 | 0 | 0 |
| 3    | Lara Arruabarrena Vecino (ESP)    |   |   |   |   |   |   |   |   |   |   |   |   |   |   | ● | ● | 1 | 2 | 0 |
| 3    | Christina McHale (USA)            |   |   |   |   |   |   |   |   |   |   |   |   |   |   | ● | ● | 1 | 2 | 0 |
| 3    | Anabel Medina Garrigues (ESP)     |   |   |   |   |   |   |   |   |   |   |   |   |   |   |   | ● | 0 | 3 | 0 |
| 3    | Arantxa Parra Santonja (ESP)      |   |   |   |   |   |   |   |   |   |   |   |   |   |   |   | ● | 0 | 3 | 0 |
| 2    | Venus Williams (USA)              |   | ● |   |   |   |   |   |   |   |   |   |   |   |   | ● |   | 1 | 1 | 0 |
| 2    | Laura Siegemund (GER)             |   |   | ● |   |   |   |   |   |   |   |   |   |   |   | ● |   | 1 | 0 | 1 |
| 2    | Heather Watson (GBR)              |   |   | ● |   |   |   |   |   |   |   |   |   |   |   | ● |   | 1 | 0 | 1 |
| 2    | Petra Kvitová (CZE)               |   |   |   |   |   |   | ● |   |   |   | ● |   |   |   |   |   | 2 | 0 | 0 |
| 2    | Coco Vandeweghe (USA)             |   |   |   |   |   |   |   |   |   | ● |   |   |   |   | ● |   | 1 | 1 | 0 |
| 2    | Szvetlana Kuznyecova (RUS)        |   |   |   |   |   |   |   |   |   |   |   |   | ● |   |   |   | 2 | 0 | 0 |
| 2    | Darija Jurak (CRO)                |   |   |   |   |   |   |   |   |   |   |   |   |   | ● |   |   | 0 | 2 | 0 |
| 2    | Lucie Hradecká (CZE)              |   |   |   |   |   |   |   |   |   |   |   |   |   | ● |   | ● | 0 | 2 | 0 |
| 2    | Caroline Wozniacki (DEN)          |   |   |   |   |   |   |   |   |   |   |   |   | ● |   | ● |   | 2 | 0 | 0 |
| 2    | Yanina Wickmayer (BEL)            |   |   |   |   |   |   |   |   |   |   |   |   |   |   | ● | ● | 1 | 1 | 0 |
| 2    | Xenia Knoll (SUI)                 |   |   |   |   |   |   |   |   |   |   |   |   |   |   |   | ● | 0 | 2 | 0 |
| 2    | Andreea Mitu (ROU)                |   |   |   |   |   |   |   |   |   |   |   |   |   |   |   | ● | 0 | 2 | 0 |
| 2    | Varatchaya Wongteanchai (THA)     |   |   |   |   |   |   |   |   |   |   |   |   |   |   |   | ● | 0 | 2 | 0 |
| 1    | Garbiñe Muguruza (ESP)            | ● |   |   |   |   |   |   |   |   |   |   |   |   |   |   |   | 1 | 0 | 0 |
| 1    | Mónica Puig (PUR)                 |   |   |   | ● |   |   |   |   |   |   |   |   |   |   |   |   | 1 | 0 | 0 |
| 1    | Hszü Ji-fan (CHN)                 |   |   |   |   |   |   |   | ● |   |   |   |   |   |   |   |   | 0 | 1 | 0 |
| 1    | Carla Suárez Navarro (ESP)        |   |   |   |   |   |   |   |   |   |   | ● |   |   |   |   |   | 1 | 0 | 0 |
| 1    | Sara Errani (ITA)                 |   |   |   |   |   |   |   |   |   |   |   |   | ● |   |   |   | 1 | 0 | 0 |
| 1    | Madison Keys (USA)                |   |   |   |   |   |   |   |   |   |   |   |   | ● |   |   |   | 1 | 0 | 0 |
| 1    | Konta Johanna (GBR)               |   |   |   |   |   |   |   |   |   |   |   |   | ● |   |   |   | 1 | 0 | 0 |
| 1    | Roberta Vinci (ITA)               |   |   |   |   |   |   |   |   |   |   |   |   | ● |   |   |   | 1 | 0 | 0 |
| 1    | Raquel Atawo (USA)                |   |   |   |   |   |   |   |   |   |   |   |   |   | ● |   |   | 0 | 1 | 0 |
| 1    | Csuang Csia-zsung (TPE)           |   |   |   |   |   |   |   |   |   |   |   |   |   | ● |   |   | 0 | 1 | 0 |
| 1    | Anastasia Rodionova (AUS)         |   |   |   |   |   |   |   |   |   |   |   |   |   | ● |   |   | 0 | 1 | 0 |
| 1    | Abigail Spears (USA)              |   |   |   |   |   |   |   |   |   |   |   |   |   | ● |   |   | 0 | 1 | 0 |
| 1    | Bacsinszky Tímea (SUI)            |   |   |   |   |   |   |   |   |   |   |   |   |   |   | ● |   | 1 | 0 | 0 |
| 1    | Irina-Camelia Begu (ROU)          |   |   |   |   |   |   |   |   |   |   |   |   |   |   | ● |   | 1 | 0 | 0 |
| 1    | Çağla Büyükakçay (TUR)            |   |   |   |   |   |   |   |   |   |   |   |   |   |   | ● |   | 1 | 0 | 0 |
| 1    | Alizé Cornet (FRA)                |   |   |   |   |   |   |   |   |   |   |   |   |   |   | ● |   | 1 | 0 | 0 |
| 1    | Océane Dodin (FRA)                |   |   |   |   |   |   |   |   |   |   |   |   |   |   | ● |   | 1 | 0 | 0 |
| 1    | Tuan Jing-jing (CHN)              |   |   |   |   |   |   |   |   |   |   |   |   |   |   | ● |   | 1 | 0 | 0 |
| 1    | Irina Falconi (USA)               |   |   |   |   |   |   |   |   |   |   |   |   |   |   | ● |   | 1 | 0 | 0 |
| 1    | Viktorija Golubic (SUI)           |   |   |   |   |   |   |   |   |   |   |   |   |   |   | ● |   | 1 | 0 | 0 |
| 1    | Kristýna Plíšková (CZE)           |   |   |   |   |   |   |   |   |   |   |   |   |   |   | ● |   | 1 | 0 | 0 |
| 1    | Francesca Schiavone (ITA)         |   |   |   |   |   |   |   |   |   |   |   |   |   |   | ● |   | 1 | 0 | 0 |
| 1    | Elina Szvitolina (UKR)            |   |   |   |   |   |   |   |   |   |   |   |   |   |   | ● |   | 1 | 0 | 0 |
| 1    | Leszja Curenko (UKR)              |   |   |   |   |   |   |   |   |   |   |   |   |   |   | ● |   | 1 | 0 | 0 |
| 1    | Suko Aojama (JPN)                 |   |   |   |   |   |   |   |   |   |   |   |   |   |   |   | ● | 0 | 1 | 0 |
| 1    | Verónica Cepede Royg (PAR)        |   |   |   |   |   |   |   |   |   |   |   |   |   |   |   | ● | 0 | 1 | 0 |
| 1    | Gabriela Dabrowski (CAN)          |   |   |   |   |   |   |   |   |   |   |   |   |   |   |   | ● | 0 | 1 | 0 |
| 1    | Kirsten Flipkens (BEL)            |   |   |   |   |   |   |   |   |   |   |   |   |   |   |   | ● | 0 | 1 | 0 |
| 1    | Margarita Gaszparjan (RUS)        |   |   |   |   |   |   |   |   |   |   |   |   |   |   |   | ● | 0 | 1 | 0 |
| 1    | Han Hszin-jün (CHN)               |   |   |   |   |   |   |   |   |   |   |   |   |   |   |   | ● | 0 | 1 | 0 |
| 1    | Hozumi Eri (JPN)                  |   |   |   |   |   |   |   |   |   |   |   |   |   |   |   | ● | 0 | 1 | 0 |
| 1    | María Irigoyen (ARG)              |   |   |   |   |   |   |   |   |   |   |   |   |   |   |   | ● | 0 | 1 | 0 |
| 1    | Kato Miju (JPN)                   |   |   |   |   |   |   |   |   |   |   |   |   |   |   |   | ● | 0 | 1 | 0 |
| 1    | Okszana Kalasnikova (GEO)         |   |   |   |   |   |   |   |   |   |   |   |   |   |   |   | ● | 0 | 1 | 0 |
| 1    | Ljudmila Kicsenok (UKR)           |   |   |   |   |   |   |   |   |   |   |   |   |   |   |   | ● | 0 | 1 | 0 |
| 1    | Nagyija Kicsenok (UKR)            |   |   |   |   |   |   |   |   |   |   |   |   |   |   |   | ● | 0 | 1 | 0 |
| 1    | Vania King (USA)                  |   |   |   |   |   |   |   |   |   |   |   |   |   |   |   | ● | 0 | 1 | 0 |
| 1    | Aleksandra Krunić (SRB)           |   |   |   |   |   |   |   |   |   |   |   |   |   |   |   | ● | 0 | 1 | 0 |
| 1    | Liang Csen (CHN)                  |   |   |   |   |   |   |   |   |   |   |   |   |   |   |   | ● | 0 | 1 | 0 |
| 1    | Lu Csing-csing (CHN)              |   |   |   |   |   |   |   |   |   |   |   |   |   |   |   | ● | 0 | 1 | 0 |
| 1    | Tatjana Maria (GER)               |   |   |   |   |   |   |   |   |   |   |   |   |   |   |   | ● | 0 | 1 | 0 |
| 1    | María José Martínez Sánchez (ESP) |   |   |   |   |   |   |   |   |   |   |   |   |   |   |   | ● | 0 | 1 | 0 |
| 1    | Elise Mertens (BEL)               |   |   |   |   |   |   |   |   |   |   |   |   |   |   |   | ● | 0 | 1 | 0 |
| 1    | An-Sophie Mestach (BEL)           |   |   |   |   |   |   |   |   |   |   |   |   |   |   |   | ● | 0 | 1 | 0 |
| 1    | Jessica Moore (AUS)               |   |   |   |   |   |   |   |   |   |   |   |   |   |   |   | ● | 0 | 1 | 0 |
| 1    | Asia Muhammad (USA)               |   |   |   |   |   |   |   |   |   |   |   |   |   |   |   | ● | 0 | 1 | 0 |
| 1    | Makoto Ninomija (JPN)             |   |   |   |   |   |   |   |   |   |   |   |   |   |   |   | ● | 0 | 1 | 0 |
| 1    | Raluca Olaru (ROU)                |   |   |   |   |   |   |   |   |   |   |   |   |   |   |   | ● | 0 | 1 | 0 |
| 1    | Alicja Rosolska (POL)             |   |   |   |   |   |   |   |   |   |   |   |   |   |   |   | ● | 0 | 1 | 0 |
| 1    | Jaroszlava Svedova (KAZ)          |   |   |   |   |   |   |   |   |   |   |   |   |   |   |   | ● | 0 | 1 | 0 |
| 1    | Jang Csao-hszüan (CHN)            |   |   |   |   |   |   |   |   |   |   |   |   |   |   |   | ● | 0 | 1 | 0 |

### Győzelmek országonként
| Össz | Ország                    | E | P | V | E | P | V | E | P | E | P | E | P | E | P | E | P | E  | P  | V |
| ---- | ------------------------- | - | - | - | - | - | - | - | - | - | - | - | - | - | - | - | - | -- | -- | - |
| 22   | Amerikai Egyesült Államok | 1 | 2 |   |   |   | 1 |   |   |   | 3 | 1 | 1 | 2 | 1 | 6 | 4 | 10 | 11 | 1 |
| 17   | Csehország                |   | 1 |   |   |   |   | 1 |   |   | 2 | 2 | 2 |   | 3 | 3 | 3 | 6  | 11 | 0 |
| 11   | Románia                   |   |   |   |   |   |   |   |   | 1 |   | 1 |   |   | 1 | 3 | 5 | 5  | 6  | 0 |
| 10   | Svájc                     |   | 1 | 1 |   |   |   |   |   |   |   |   | 1 |   | 3 | 2 | 2 | 2  | 7  | 1 |
| 10   | Kína                      |   |   |   |   |   |   |   | 1 |   |   |   |   |   |   | 2 | 7 | 2  | 8  | 0 |
| 9    | Spanyolország             | 1 |   |   |   |   |   |   |   |   |   | 1 |   |   |   | 1 | 6 | 3  | 6  | 0 |
| 8    | Franciaország             |   | 1 |   |   |   |   |   |   |   | 1 |   |   |   | 2 | 4 |   | 4  | 4  | 0 |
| 8    | India                     |   | 1 |   |   |   |   |   |   |   |   |   | 2 |   | 5 |   |   | 0  | 8  | 0 |
| 7    | Oroszország               |   |   | 1 |   | 1 |   |   | 1 |   |   |   |   | 2 | 1 |   | 1 | 2  | 4  | 1 |
| 6    | Németország               | 2 |   | 1 |   |   |   |   |   |   |   |   |   | 1 |   | 1 | 1 | 4  | 1  | 1 |
| 4    | Szlovákia                 |   |   |   |   |   |   | 1 |   |   |   |   |   | 1 |   | 2 |   | 4  | 0  | 0 |
| 4    | Törökország               |   |   |   |   |   |   |   | 1 |   |   |   |   |   |   | 1 | 2 | 1  | 3  | 0 |
| 4    | Lengyelország             |   |   |   |   |   |   |   |   | 1 |   |   |   | 1 |   | 1 | 1 | 3  | 1  | 0 |
| 4    | Tajvan                    |   |   |   |   |   |   |   |   |   |   |   | 1 |   | 1 |   | 2 | 0  | 4  | 0 |
| 4    | Belgium                   |   |   |   |   |   |   |   |   |   |   |   |   |   |   | 1 | 3 | 1  | 3  | 0 |
| 4    | Hollandia                 |   |   |   |   |   |   |   |   |   |   |   |   |   |   | 1 | 3 | 1  | 3  | 0 |
| 4    | Svédország                |   |   |   |   |   |   |   |   |   |   |   |   |   |   |   | 4 | 0  | 4  | 0 |
| 3    | Egyesült Királyság        |   |   | 1 |   |   |   |   |   |   |   |   |   | 1 |   | 1 |   | 2  | 0  | 1 |
| 3    | Fehéroroszország          |   |   |   |   |   |   |   |   | 2 |   |   |   | 1 |   |   |   | 3  | 0  | 0 |
| 3    | Olaszország               |   |   |   |   |   |   |   |   |   |   |   |   | 2 |   | 1 |   | 3  | 0  | 0 |
| 3    | Ukrajna                   |   |   |   |   |   |   |   |   |   |   |   |   |   |   | 2 | 1 | 2  | 1  | 0 |
| 2    | Dánia                     |   |   |   |   |   |   |   |   |   |   |   |   | 1 |   | 1 |   | 2  | 0  | 0 |
| 2    | Horvátország              |   |   |   |   |   |   |   |   |   |   |   |   |   | 2 |   |   | 0  | 2  | 0 |
| 2    | Ausztrália                |   |   |   |   |   |   |   |   |   |   |   |   |   | 1 |   | 1 | 0  | 2  | 0 |
| 2    | Japán                     |   |   |   |   |   |   |   |   |   |   |   |   |   |   |   | 2 | 0  | 2  | 0 |
| 2    | Thaiföld                  |   |   |   |   |   |   |   |   |   |   |   |   |   |   |   | 2 | 0  | 2  | 0 |
| 1    | Puerto Rico               |   |   |   | 1 |   |   |   |   |   |   |   |   |   |   |   |   | 1  | 0  | 0 |
| 1    | Argentína                 |   |   |   |   |   |   |   |   |   |   |   |   |   |   |   | 1 | 0  | 1  | 0 |
| 1    | Kanada                    |   |   |   |   |   |   |   |   |   |   |   |   |   |   |   | 1 | 0  | 1  | 0 |
| 1    | Grúzia                    |   |   |   |   |   |   |   |   |   |   |   |   |   |   |   | 1 | 0  | 1  | 0 |
| 1    | Kazahsztán                |   |   |   |   |   |   |   |   |   |   |   |   |   |   |   | 1 | 0  | 1  | 0 |
| 1    | Paraguay                  |   |   |   |   |   |   |   |   |   |   |   |   |   |   |   | 1 | 0  | 1  | 0 |
| 1    | Szerbia                   |   |   |   |   |   |   |   |   |   |   |   |   |   |   |   | 1 | 0  | 1  | 0 |

### Első győzelmek
Az alábbi játékosok pályafutásuk első WTA-győzelmét szerezték az adott versenyszámban 2016-ban:
Egyéni
- Irina Falconi - Bogotá (Copa Colsanitas)
- Çağla Büyükakçay - Isztambul (Istanbul Cup)
- Viktorija Golubic – Gstaad (Ladies Championship Gstaad)
- Laura Siegemund – Båstad (Swedish Open)
- Konta Johanna – Stanford (Bank of the West Classic)
- Tuan Jing-jing – Nancsang (Jiangxi International Women's Tennis Open)
- Christina McHale – Tokió (Japan Women's Open)
- Océane Dodin – Québec (Tournoi de Québec)
- Kristýna Plíšková – Taskent (Tashkent Open)
- Peng Suaj – Tiencsin (Tianjin Open)

Páros
- Elise Mertens - Auckland (ASB Classic)
- Han Hszin-jün - Hobart (Moorilla Hobart International)
- Christina McHale - Hobart (Moorilla Hobart International)
- Verónica Cepede Royg - Rio de Janeiro (Rio Open)
- Varatchaya Wongteanchai - Kuala Lumpur (Malaysian Open)
- Jang Csao-hszüan - Kuala Lumpur (Malaysian Open)
- Coco Vandeweghe - Indian Wells (Indian Wells Masters)
- Hozumi Eri - Katowice (Katowice Open)
- Kato Miju - Katowice (Katowice Open)
- Andreea Mitu - Isztambul (Istanbul Cup)
- İpek Soylu - Isztambul (Istanbul Cup)
- Xenia Knoll - Rabat (Grand Prix de SAR La Princesse Lalla Meryem)
- Jessica Moore – Bukarest (BRD Bucharest Open)
- Lu Csing-csing – Nancsang (Jiangxi International Women's Tennis Open)
- Ninomija Makoto – Tokió (Japan Women's Open)
- Kirsten Flipkens – Szöul (KDB Korea Open)

Vegyes páros
- Jelena Vesznyina - Australian Open (részletek)
- Heather Watson - Wimbledon (részletek)
- Laura Siegemund – US Open (részletek)

### Címvédések
Az alábbi játékosok az adott tornán megvédték 2015-ben megszerzett címüket:
Egyéni
- Angelique Kerber – Stuttgart (Porsche Tennis Grand Prix)
- Serena Williams – Wimbledon (részletek)
- Szvetlana Kuznyecova – Moszkva (Kreml Kupa)

Páros
- Martina Hingis - Brisbane (Brisbane International)
- Szánija Mirza - Sydney (Apia International Sydney)

### Top 10 belépők
Az alábbi játékosok pályafutásuk során először kerültek a világranglista első 10 helyezettje közé:
Egyéni
- Belinda Bencic (belépés a 9. helyre február 15-én)
- Roberta Vinci (belépés a 10. helyre február 22-én) Ezzel a WTA eddigi történetében ő lett az, aki a legidősebb korában került a világ legjobb 10 játékosa közé.[3]
- Madison Keys (belépés a 10. helyre június 20-án)
- Konta Johanna (belépés a 9. helyre október 10-én)

Páros
- Caroline Garcia (belépés a 9. helyre május 9-én)

## Ranglisták
A naptári évre szóló ranglistán (race) a 2016-ban szerzett pontokat tartják számon, s az októberben megrendezésre kerülő világbajnokságra való kijutás függ tőle. A WTA-világranglista az előző 52 hét versenyein szerzett pontokat veszi figyelembe, a következő szisztéma alapján: egyéniben maximum 16, párosban 11 tornát lehet beszámítani, amelyekbe mindenképpen beletartoznak a Grand Slam-tornák, a Premier Mandatory-versenyek és a WTA Tour Championships, valamint a világranglista első húsz helyezettje számára a Premier 5-ös versenyeken elért két legjobb eredmény is.

### Egyéni
Az alábbi két táblázat a race és a világranglista állását mutatja be egyéniben az első harminc játékossal. (Sárga alászínezéssel az évvégi világbajnokságra bejutott versenyzők.)
Rövidítések az év végi végeredménynél: 2015 h. – a 2015. év végi helyezés; Max – a 2016-ban elért legjobb helyezés; Min – a 2016-ban elért legrosszabb helyezés; '15→'16 – a helyezés változása a 2015. év végi helyezéshez képest.
| WTA világbajnokságra bejutás végeredménye 2016. október 24-én | WTA világbajnokságra bejutás végeredménye 2016. október 24-én | WTA világbajnokságra bejutás végeredménye 2016. október 24-én | WTA világbajnokságra bejutás végeredménye 2016. október 24-én | WTA világbajnokságra bejutás végeredménye 2016. október 24-én |
| #                                                             | Vált.                                                         | Játékos                                                       | Pont                                                          | Tornák                                                        |
| ------------------------------------------------------------- | ------------------------------------------------------------- | ------------------------------------------------------------- | ------------------------------------------------------------- | ------------------------------------------------------------- |
| 1                                                             | Állandó                                                       | Angelique Kerber (GER)                                        | 8000                                                          | 20                                                            |
| [ 8 ]                                                         |                                                               | Serena Williams (USA)                                         | 7050                                                          | 13                                                            |
| 2                                                             | Állandó                                                       | Agnieszka Radwańska (POL)                                     | 4975                                                          | 19                                                            |
| 3                                                             | Állandó                                                       | Simona Halep (ROM)                                            | 4728                                                          | 17                                                            |
| 4                                                             | Állandó                                                       | Karolína Plíšková (CZE)                                       | 4100                                                          | 21                                                            |
| 5                                                             | Állandó                                                       | Garbiñe Muguruza (ESP)                                        | 3736                                                          | 19                                                            |
| 6                                                             | Állandó                                                       | Madison Keys (USA)                                            | 3637                                                          | 15                                                            |
| 7                                                             | Állandó                                                       | Dominika Cibulková (SVK)                                      | 3625                                                          | 22                                                            |
| 8                                                             | 2                                                             | Szvetlana Kuznyecova (RUS)                                    | 3490                                                          | 20                                                            |
| 9                                                             | 1                                                             | Konta Johanna (GBR)                                           | 3455                                                          | 22                                                            |
| 10                                                            | 1                                                             | Carla Suárez Navarro (ESP)                                    | 3170                                                          | 22                                                            |
| 11                                                            | Állandó                                                       | Petra Kvitová (CZE)                                           | 2715                                                          | 21                                                            |
| 12                                                            | Állandó                                                       | Elina Szvitolina (UKR)                                        | 2456                                                          | 22                                                            |
| 13                                                            | Állandó                                                       | Venus Williams (USA)                                          | 2241                                                          | 16                                                            |
| 14                                                            | Állandó                                                       | Caroline Wozniacki (DEN)                                      | 2210                                                          | 21                                                            |
| 15                                                            | Állandó                                                       | Roberta Vinci (ITA)                                           | 2190                                                          | 22                                                            |
| 16                                                            | Állandó                                                       | Bacsinszky Tímea (SUI)                                        | 2188                                                          | 18                                                            |
| 17                                                            | Állandó                                                       | Jelena Vesznyina (RUS)                                        | 2094                                                          | 19                                                            |
| 18                                                            | Állandó                                                       | Samantha Stosur (AUS)                                         | 2090                                                          | 20                                                            |
| 19                                                            | Állandó                                                       | Barbora Strýcová (CZE)                                        | 2070                                                          | 21                                                            |
| 20                                                            | Állandó                                                       | Kiki Bertens (NED)                                            | 1816                                                          | 21                                                            |
| 21                                                            | Állandó                                                       | Caroline Garcia (ESP)                                         | 1725                                                          | 25                                                            |
| 22                                                            | 12                                                            | Daria Gavrilova (AUS)                                         | 1665                                                          | 20                                                            |
| 23                                                            | 1                                                             | Babos Tímea (HUN)                                             | 1635                                                          | 27                                                            |
| 24                                                            | 1                                                             | Darja Kaszatkina (RUS)                                        | 1630                                                          | 21                                                            |
| 25                                                            | 1                                                             | Anasztaszija Pavljucsenkova (RUS)                             | 1620                                                          | 23                                                            |
| 26                                                            | 3                                                             | Csang Suaj (CHN)                                              | 1585                                                          | 21                                                            |
| 27                                                            | 1                                                             | Irina-Camelia Begu (ROU)                                      | 1531                                                          | 21                                                            |
| 28                                                            | 2                                                             | Jekatyerina Makarova (RUS)                                    | 1530                                                          | 20                                                            |
| 29                                                            | 2                                                             | Laura Siegemund (GER)                                         | 1513                                                          | 23                                                            |
| 30                                                            | 2                                                             | Mónica Puig (PUR)                                             | 1490                                                          | 25                                                            |

| 1  | Angelique Kerber (GER)            | 9080 | 21 | 10  | 1  | 10  | 9       |
| 2  | Serena Williams (USA)             | 7050 | 14 | 1   | 1  | 2   | 1       |
| 3  | Agnieszka Radwańska (POL)         | 5600 | 20 | 5   | 2  | 5   | 2       |
| 4  | Simona Halep (ROU)                | 5228 | 18 | 2   | 2  | 5   | 2       |
| 5  | Dominika Cibulková (SVK)          | 4875 | 23 | 38  | 5  | 66  | 33      |
| 6  | Karolína Plíšková (CZE)           | 4600 | 22 | 11  | 5  | 19  | 5       |
| 7  | Garbiñe Muguruza (ESP)            | 4236 | 20 | 3   | 2  | 7   | 4       |
| 8  | Madison Keys (USA)                | 4137 | 16 | 18  | 7  | 25  | 10      |
| 9  | Szvetlana Kuznyecova (RUS)        | 4115 | 21 | 25  | 8  | 25  | 16      |
| 10 | Konta Johanna (GBR)               | 3640 | 23 | 47  | 9  | 47  | 37      |
| 11 | Petra Kvitová (CZE)               | 3485 | 22 | 6   | 6  | 16  | 5       |
| 12 | Carla Suárez Navarro (ESP)        | 3070 | 23 | 13  | 6  | 14  | 1       |
| 13 | Viktorija Azaranka (BLR)          | 3061 | 12 | 22  | 5  | 22  | 9       |
| 14 | Elina Szvitolina (UKR)            | 2895 | 23 | 19  | 14 | 21  | 5       |
| 15 | Bacsinszky Tímea (SUI)            | 2347 | 19 | 12  | 9  | 21  | 3       |
| 16 | Jelena Vesznyina (RUS)            | 2252 | 20 | 111 | 16 | 122 | 95      |
| 17 | Venus Williams (USA)              | 2240 | 17 | 7   | 6  | 17  | 10      |
| 18 | Roberta Vinci (ITA)               | 2210 | 23 | 15  | 7  | 18  | 3       |
| 19 | Caroline Wozniacki (DEN)          | 2185 | 22 | 17  | 17 | 74  | 2       |
| 20 | Barbora Strýcová (CZE)            | 2170 | 22 | 41  | 19 | 48  | 21      |
| 21 | Samantha Stosur (AUS)             | 2115 | 21 | 27  | 14 | 28  | 6       |
| 22 | Kiki Bertens (NED)                | 1977 | 22 | 101 | 21 | 112 | 89      |
| 23 | Caroline Garcia (FRA)             | 1830 | 26 | 34  | 23 | 55  | 11      |
| 24 | Csang Suaj (CHN)                  | 1795 | 22 | 186 | 24 | 139 | 162     |
| 25 | Daria Gavrilova (AUS)             | 1665 | 20 | 36  | 24 | 56  | 11      |
| 26 | Babos Tímea (HUN)                 | 1635 | 28 | 70  | 25 | 70  | 44      |
| 27 | Darja Kaszatkina (RUS)            | 1630 | 21 | 72  | 24 | 75  | 45      |
| 28 | Anasztaszija Pavljucsenkova (RUS) | 1620 | 23 | 28  | 17 | 28  | Állandó |
| 29 | Irina-Camelia Begu (ROU)          | 1531 | 21 | 31  | 22 | 36  | 2       |
| 30 | Jekatyerina Makarova (RUS)        | 1530 | 20 | 23  | 23 | 42  | 7       |

| WTA világbajnokságra bejutás végeredménye 2016. október 24-én | WTA világbajnokságra bejutás végeredménye 2016. október 24-én | WTA világbajnokságra bejutás végeredménye 2016. október 24-én | WTA világbajnokságra bejutás végeredménye 2016. október 24-én | WTA világbajnokságra bejutás végeredménye 2016. október 24-én |
| #                                                             | Vált.                                                         | Játékos                                                       | Pont                                                          | Tornák                                                        |
| ------------------------------------------------------------- | ------------------------------------------------------------- | ------------------------------------------------------------- | ------------------------------------------------------------- | ------------------------------------------------------------- |
| 1                                                             | Állandó                                                       | Angelique Kerber (GER)                                        | 8000                                                          | 20                                                            |
| [ 8 ]                                                         |                                                               | Serena Williams (USA)                                         | 7050                                                          | 13                                                            |
| 2                                                             | Állandó                                                       | Agnieszka Radwańska (POL)                                     | 4975                                                          | 19                                                            |
| 3                                                             | Állandó                                                       | Simona Halep (ROM)                                            | 4728                                                          | 17                                                            |
| 4                                                             | Állandó                                                       | Karolína Plíšková (CZE)                                       | 4100                                                          | 21                                                            |
| 5                                                             | Állandó                                                       | Garbiñe Muguruza (ESP)                                        | 3736                                                          | 19                                                            |
| 6                                                             | Állandó                                                       | Madison Keys (USA)                                            | 3637                                                          | 15                                                            |
| 7                                                             | Állandó                                                       | Dominika Cibulková (SVK)                                      | 3625                                                          | 22                                                            |
| 8                                                             | 2                                                             | Szvetlana Kuznyecova (RUS)                                    | 3490                                                          | 20                                                            |
| 9                                                             | 1                                                             | Konta Johanna (GBR)                                           | 3455                                                          | 22                                                            |
| 10                                                            | 1                                                             | Carla Suárez Navarro (ESP)                                    | 3170                                                          | 22                                                            |
| 11                                                            | Állandó                                                       | Petra Kvitová (CZE)                                           | 2715                                                          | 21                                                            |
| 12                                                            | Állandó                                                       | Elina Szvitolina (UKR)                                        | 2456                                                          | 22                                                            |
| 13                                                            | Állandó                                                       | Venus Williams (USA)                                          | 2241                                                          | 16                                                            |
| 14                                                            | Állandó                                                       | Caroline Wozniacki (DEN)                                      | 2210                                                          | 21                                                            |
| 15                                                            | Állandó                                                       | Roberta Vinci (ITA)                                           | 2190                                                          | 22                                                            |
| 16                                                            | Állandó                                                       | Bacsinszky Tímea (SUI)                                        | 2188                                                          | 18                                                            |
| 17                                                            | Állandó                                                       | Jelena Vesznyina (RUS)                                        | 2094                                                          | 19                                                            |
| 18                                                            | Állandó                                                       | Samantha Stosur (AUS)                                         | 2090                                                          | 20                                                            |
| 19                                                            | Állandó                                                       | Barbora Strýcová (CZE)                                        | 2070                                                          | 21                                                            |
| 20                                                            | Állandó                                                       | Kiki Bertens (NED)                                            | 1816                                                          | 21                                                            |
| 21                                                            | Állandó                                                       | Caroline Garcia (ESP)                                         | 1725                                                          | 25                                                            |
| 22                                                            | 12                                                            | Daria Gavrilova (AUS)                                         | 1665                                                          | 20                                                            |
| 23                                                            | 1                                                             | Babos Tímea (HUN)                                             | 1635                                                          | 27                                                            |
| 24                                                            | 1                                                             | Darja Kaszatkina (RUS)                                        | 1630                                                          | 21                                                            |
| 25                                                            | 1                                                             | Anasztaszija Pavljucsenkova (RUS)                             | 1620                                                          | 23                                                            |
| 26                                                            | 3                                                             | Csang Suaj (CHN)                                              | 1585                                                          | 21                                                            |
| 27                                                            | 1                                                             | Irina-Camelia Begu (ROU)                                      | 1531                                                          | 21                                                            |
| 28                                                            | 2                                                             | Jekatyerina Makarova (RUS)                                    | 1530                                                          | 20                                                            |
| 29                                                            | 2                                                             | Laura Siegemund (GER)                                         | 1513                                                          | 23                                                            |
| 30                                                            | 2                                                             | Mónica Puig (PUR)                                             | 1490                                                          | 25                                                            |

| 1  | Angelique Kerber (GER)            | 9080 | 21 | 10  | 1  | 10  | 9       |
| 2  | Serena Williams (USA)             | 7050 | 14 | 1   | 1  | 2   | 1       |
| 3  | Agnieszka Radwańska (POL)         | 5600 | 20 | 5   | 2  | 5   | 2       |
| 4  | Simona Halep (ROU)                | 5228 | 18 | 2   | 2  | 5   | 2       |
| 5  | Dominika Cibulková (SVK)          | 4875 | 23 | 38  | 5  | 66  | 33      |
| 6  | Karolína Plíšková (CZE)           | 4600 | 22 | 11  | 5  | 19  | 5       |
| 7  | Garbiñe Muguruza (ESP)            | 4236 | 20 | 3   | 2  | 7   | 4       |
| 8  | Madison Keys (USA)                | 4137 | 16 | 18  | 7  | 25  | 10      |
| 9  | Szvetlana Kuznyecova (RUS)        | 4115 | 21 | 25  | 8  | 25  | 16      |
| 10 | Konta Johanna (GBR)               | 3640 | 23 | 47  | 9  | 47  | 37      |
| 11 | Petra Kvitová (CZE)               | 3485 | 22 | 6   | 6  | 16  | 5       |
| 12 | Carla Suárez Navarro (ESP)        | 3070 | 23 | 13  | 6  | 14  | 1       |
| 13 | Viktorija Azaranka (BLR)          | 3061 | 12 | 22  | 5  | 22  | 9       |
| 14 | Elina Szvitolina (UKR)            | 2895 | 23 | 19  | 14 | 21  | 5       |
| 15 | Bacsinszky Tímea (SUI)            | 2347 | 19 | 12  | 9  | 21  | 3       |
| 16 | Jelena Vesznyina (RUS)            | 2252 | 20 | 111 | 16 | 122 | 95      |
| 17 | Venus Williams (USA)              | 2240 | 17 | 7   | 6  | 17  | 10      |
| 18 | Roberta Vinci (ITA)               | 2210 | 23 | 15  | 7  | 18  | 3       |
| 19 | Caroline Wozniacki (DEN)          | 2185 | 22 | 17  | 17 | 74  | 2       |
| 20 | Barbora Strýcová (CZE)            | 2170 | 22 | 41  | 19 | 48  | 21      |
| 21 | Samantha Stosur (AUS)             | 2115 | 21 | 27  | 14 | 28  | 6       |
| 22 | Kiki Bertens (NED)                | 1977 | 22 | 101 | 21 | 112 | 89      |
| 23 | Caroline Garcia (FRA)             | 1830 | 26 | 34  | 23 | 55  | 11      |
| 24 | Csang Suaj (CHN)                  | 1795 | 22 | 186 | 24 | 139 | 162     |
| 25 | Daria Gavrilova (AUS)             | 1665 | 20 | 36  | 24 | 56  | 11      |
| 26 | Babos Tímea (HUN)                 | 1635 | 28 | 70  | 25 | 70  | 44      |
| 27 | Darja Kaszatkina (RUS)            | 1630 | 21 | 72  | 24 | 75  | 45      |
| 28 | Anasztaszija Pavljucsenkova (RUS) | 1620 | 23 | 28  | 17 | 28  | Állandó |
| 29 | Irina-Camelia Begu (ROU)          | 1531 | 21 | 31  | 22 | 36  | 2       |
| 30 | Jekatyerina Makarova (RUS)        | 1530 | 20 | 23  | 23 | 42  | 7       |

### Páros
Az alábbi két táblázat a race és a világranglista állását mutatja be párosban az első tíz párral, illetve az első húsz játékossal. (Sárga alászínezéssel az évvégi világbajnokságra bejutott versenyzők.)
| WTA világbajnokságra bejutás végeredménye | WTA világbajnokságra bejutás végeredménye           | WTA világbajnokságra bejutás végeredménye | WTA világbajnokságra bejutás végeredménye | WTA világbajnokságra bejutás végeredménye |
| #                                         | Csapat                                              | Pont                                      | Tornák                                    |                                           |
| ----------------------------------------- | --------------------------------------------------- | ----------------------------------------- | ----------------------------------------- | ----------------------------------------- |
| 1                                         | Caroline Garcia (FRA) · Kristina Mladenovic (FRA)   | 7920                                      | 17                                        |                                           |
| 2                                         | Martina Hingis (SUI) · Szánija Mirza (IND)          | 6875                                      | 15                                        |                                           |
| 3                                         | Bethanie Mattek-Sands (USA) · Lucie Šafářová (CZE)  | 6306                                      | 9                                         |                                           |
| 4                                         | Jelena Vesznyina (RUS) · Jekatyerina Makarova (RUS) | 5996                                      | 10                                        |                                           |
| 5                                         | Andrea Hlaváčková (CZE) · Lucie Hradecká (CZE)      | 4330                                      | 18                                        |                                           |
| 6                                         | Csan Hao-csing (TPE) · Csan Jung-zsan (TPE)         | 4305                                      | 21                                        |                                           |
| 7                                         | Jaroszlava Svedova (KAZ) · Babos Tímea (HUN)        | 4165                                      | 13                                        |                                           |
| 8                                         | Julia Görges (GER) · Karolína Plíšková (CZE)        | 3850                                      | 12                                        |                                           |
| 9                                         | Raquel Atawo (USA) · Abigail Spears (USA)           | 2700                                      | 21                                        |                                           |
| 10                                        | Hszü Ji-fan (CHN) · Cseng Szaj-szaj (CHN)           | 2670                                      | 20                                        |                                           |

| WTA világranglista (2016. november 7.) | WTA világranglista (2016. november 7.) | WTA világranglista (2016. november 7.) | WTA világranglista (2016. november 7.) | WTA világranglista (2016. november 7.) |
| #                                      | Vált.                                  | Versenyző                              | Pont                                   |                                        |
| -------------------------------------- | -------------------------------------- | -------------------------------------- | -------------------------------------- | -------------------------------------- |
| 1                                      | Állandó                                | Szánija Mirza (IND)                    | 8135                                   |                                        |
| 2                                      | Állandó                                | Kristina Mladenovic (FRA)              | 7920                                   |                                        |
| 2                                      | Állandó                                | Caroline Garcia (FRA)                  | 7920                                   |                                        |
| 4                                      | Állandó                                | Martina Hingis (SUI)                   | 7810                                   |                                        |
| 5                                      | Állandó                                | Bethanie Mattek-Sands (USA)            | 7805                                   |                                        |
| 6                                      | Állandó                                | Jelena Vesznyina (RUS)                 | 6715                                   |                                        |
| 7                                      | Állandó                                | Lucie Šafářová (CZE)                   | 6501                                   |                                        |
| 8                                      | Állandó                                | Jekatyerina Makarova (RUS)             | 6220                                   |                                        |
| 9                                      | Állandó                                | Andrea Hlaváčková (CZE)                | 4460                                   |                                        |
| 10                                     | Állandó                                | Lucie Hradecká (CZE)                   | 4330                                   |                                        |
| 11                                     | Állandó                                | Karolína Plíšková (CZE)                | 4310                                   |                                        |
| 12                                     | Állandó                                | Csan Hao-csing (TPE)                   | 4305                                   |                                        |
| 12                                     | Állandó                                | Csan Jung-zsan (TPE)                   | 4305                                   |                                        |
| 14                                     | Állandó                                | Jaroszlava Svedova (KAZ)               | 4260                                   |                                        |
| 15                                     | Állandó                                | Babos Tímea (HUN)                      | 4170                                   |                                        |
| 16                                     | Állandó                                | Julia Görges (GER)                     | 4110                                   |                                        |
| 17                                     | Állandó                                | Barbora Strýcová (CZE)                 | 3965                                   |                                        |
| 18                                     | Állandó                                | Coco Vandeweghe (USA)                  | 3226                                   |                                        |
| 19                                     | Állandó                                | Monica Niculescu (ROU)                 | 3205                                   |                                        |
| 20                                     | Állandó                                | Hszü Ji-fan (CHN)                      | 2760                                   |                                        |

## Pénzdíjazás szerinti ranglista
| #                                                                    | Versenyző                  | Egyéni    | Páros   | Vegyes páros | Év összesen |
| -------------------------------------------------------------------- | -------------------------- | --------- | ------- | ------------ | ----------- |
| 1                                                                    | Angelique Kerber (GER)     | 9 841 181 | 20 434  |              | 10 136 615  |
| 2                                                                    | Serena Williams (USA)      | 7 384 429 | 290 601 |              | 7 675 030   |
| 3                                                                    | Simona Halep (ROU)         | 3 590 480 | 40 428  | 2345         | 4 333 253   |
| 4                                                                    | Agnieszka Radwańska (POL)  | 3 762 193 |         |              | 4 162 193   |
| 5                                                                    | Karolína Plíšková (CZE)    | 3 375 673 | 375 420 |              | 3 976 093   |
| 6                                                                    | Dominika Cibulková (SVK)   | 3 912 431 | 28 002  |              | 3 940 433   |
| 7                                                                    | Garbiñe Muguruza (ESP)     | 3 287 124 | 16 264  |              | 3 903 388   |
| 8                                                                    | Viktorija Azaranka (BLR)   | 2 651 080 |         |              | 2 651 080   |
| 9                                                                    | Petra Kvitová (CZE)        | 2 182 099 | 18 417  |              | 2 500 516   |
| 10                                                                   | Szvetlana Kuznyecova (RUS) | 2 260 009 | 136 470 |              | 2 396 479   |
| A díjak amerikai dollárban. 2016. november 7-i állapot [ 11 ] [ 12 ] |                            |           |         |              |             |

## Visszavonult versenyzők
Azon versenyzők felsorolása, akik 2016-ban jelentették be visszavonulásukat az aktív játéktól, és pályafutásuk során egyéniben vagy párosban legalább egy WTA-tornagyőzelmet szereztek, vagy a világranglistán a legjobb 100 közé kerültek.
- Sofia Arvidsson (született: 1984. február 16. Halmstad, Svédország), 1999-től szerepelt a profi játékosok között. Legjobb világranglista-helyezése egyéniben a 29. volt 2006-ban, párosban a 67. 2011-ben. Pályafutása során két egyéni és egy páros WTA-tornagyőzelmet szerzett. Grand Slam tornákon a legjobb eredménye a 2006-os Australian Openen elért 3. kör volt. 2016 januárjában, 31 éves korában jelentette be visszavonulását.[13]
- Janette Husárová (1974. június 4. Pozsony, Szlovákia) 1991-től szerepelt a profi játékosok között. Legjobb világranglista-helyezése egyéniben a 31. volt 2003. januárban, párosban a 3. 2003. áprilisban. Pályafutása során huszonöt páros WTA-tornagyőzelmet szerzett, emellett 4 alkalommal egyéniben és 17 alkalommal párosban győzött ITF-tornákon. Grand Slam-tornán a legnagyobb sikerét a 2002-es Australian Openen érte el, amikor a 4. körig jutott, párosban a 2002-es US Openen Jelena Gyementyjeva partnereként a döntőbe jutott. 2016. februárban jelentette be visszavonulását.[14]
- Ana Ivanović (1987. november 6. Belgrád, Jugoszlávia) 2003-tól szerepelt a profi játékosok között. 2008. június 9-től 12 héten át vezette a világranglistát. 2008-ban megnyerte a Roland Garrost, ezen kívül még kétszer játszott Grand Slam-döntőt: 2007-ben a Roland Garroson és a 2008-as Australian Openen. Pályafutása során 15 WTA- és 5 ITF-tornagyőzelmet aratott. Visszavonulását 2016. december 28-án jelentette be.[15]
- Klaudia Jans-Ignacik (1984. szeptember 24. Gdynia, Lengyelország) 2000-től szerepelt a profi játékosok között. Legjobb világranglista-helyezése egyéniben a 410. volt 2004. augusztusban, párosban a 28. 2012. szeptemberben. Pályafutása során három páros WTA-tornagyőzelmet szerzett, emellett 1 alkalommal egyéniben és 11 alkalommal párosban győzött ITF-tornákon. Grand Slam-tornán a legnagyobb sikerét vegyes párosban a 2012-es Roland Garroson érte el, ahol a mexikói Santiago González partnereként a döntőig jutott. Női párosban a legjobb eredménye a 2015-ös Australian Openen elért negyeddöntő volt. 2016. augusztusban jelentette be visszavonulását.[16]
- Jen Ce (1984. november 12. Csengtu) 2003-tól szerepelt a profi játékosok között. Legjobb világranglista-helyezése egyéniben a 40. volt 2008. májusban, párosban a 4. 2006. júliusban. Pályafutása során 1 egyéni és 17 páros WTA-tornagyőzelmet szerzett, emellett 16 alkalommal párosban győzött ITF-tornákon. A 2016-os szezon végén vonult vissza. Grand Slam-tornán a legnagyobb sikerét párosban a 2006-os Australian Openen és a 2006-os wimbledoni teniszbajnokságon érte el, amelyeket Cseng Csie párjaként megnyert. A 2016-os szezon végén vonult vissza.
- Mathilde Johansson (1985. április 28. Göteborg, Svédország) 2000-től szerepelt a profi játékosok között. Legjobb világranglista-helyezése egyéniben az 59. volt 2012. áprilisban, párosban a 110. 2010. májusban. Pályafutása során 14 alkalommal egyéniben és 1 alkalommal párosban győzött ITF-tornákon. Grand Slam-tornán a legnagyobb sikerét egyéniben a 2012-es Roland Garroson érte el, ahol a 3. körig jutott. Utolsó mérkőzését a 2016-os Roland Garros kvalifikációjában játszotta.[17]
- Sandra Klemenschits (1982. november 13. Salzburg) 1999-től szerepelt a profi játékosok között. Legjobb világranglista-helyezése egyéniben a 318. volt 2001. júniusban, párosban az 55. 2014. márciusban. Pályafutása során egy páros WTA-tornagyőzelmet szerzett, emellett 5 alkalommal egyéniben és 40 alkalommal párosban győzött ITF-tornákon. A 2016-os szezon végén vonult vissza.
- Marija Kondratyeva (1982. január 17. Moszkva) 1999-től szerepelt a profi játékosok között. Legjobb világranglista-helyezése egyéniben a 210. volt 2008. júniusban, párosban a 48. 2010. októberben. Pályafutása során egy páros WTA-tornagyőzelmet szerzett, emellett 4 alkalommal egyéniben és 20 alkalommal párosban győzött ITF-tornákon. A 2016-os szezon végén vonult vissza.
- Klára Koukalová (korábban férjezett nevén Klára Zakopalová) (1982. február 24. Prága, Csehország) 1999-ben kezdte profi pályafutását. Legjobb egyéni világranglista-helyezése a 20. helyezés volt, ezt 2013. április 15-én érte el, párosban a 31. hely 2014. május 19-én. Három egyéni és négy páros WTA-torna győztese, emellett egyéniben hét ITF-tornán győzött. A Grand Slam-tornákon a legjobb eredményét a 2012-es Roland Garroson érte el, amikor a 4. körig jutott. Párosban a 3. körig jutott a 2012-es Roland Garroson, valamint a 2014-es US Openen. Visszavonulását 2016. szeptemberben jelentette be.[18]
- Lourdes Domínguez Lino (1981. március 31. Pontevedra, Spanyolország) 1996-tól szerepelt a profi játékosok között. 1999-ben megnyerte a Roland Garros junior lányok versenyét. Legjobb világranglista helyezése egyéniben a 40. volt 2006. szeptemberben, párosban a 45. helyen állt 2006. márciusban. Pályafutása során két egyéni és hat páros WTA-tornagyőzelmet szerzett, emellett 17 alkalommal egyéniben és 36 alkalommal párosban győzött ITF-tornákon. Grand Slam-tornán a legnagyobb sikerét egyéniben a 2009-es Roland Garroson, valamint a 2010-es US Openen érte el, amely versenyeken a 3. körig jutott. Párosban a 2005-ös Roland Garroson Nuria Llagostera Vivesszel párt alkotva az első körben legyőzve a két egykori világelsőből álló Martina Navratilova–Arantxa Sánchez Vicario párost is végül a 3. körig jutottak. 2016. novemberben jelentette be visszavonulását.[19]
- Tamarine Tanasugarn (1977. május 24. Los Angeles, Amerikai Egyesült Államok) 1994-től szerepelt a profi játékosok között. Legjobb világranglista-helyezése egyéniben a 19. volt 2002. májusban, párosban a 15. 2004. szeptemberben. Pályafutása során négy egyéni és nyolc páros WTA-tornagyőzelmet szerzett, emellett 14 alkalommal egyéniben és 7 alkalommal párosban győzött ITF-tornákon. Grand Slam-tornán a legnagyobb sikerét női párosban a 2011-ben Wimbledonban érte el, ahol az új-zélandi Marina Eraković partnereként az elődöntőig jutott. Egyéniben a legjobb eredménye a 2008-as wimbledoni negyeddöntő volt. 2016. júniusban jelentette be visszavonulását.[20]
- Vladimíra Uhlířová (született: 1978. május 4. České Budějovice, Csehszlovákia), 2002-től szerepelt a profi játékosok között. Legjobb világranglista-helyezése egyéniben a 400. volt 2003-ban, párosban a 18. 2007-ben. Pályafutása során öt páros WTA-tornagyőzelmet szerzett, emellett 17 alkalommal győzött párosban ITF-tornákon. Grand Slam-tornán a legnagyobb sikerét a 2007-es US Openen érte el, amikor Szávay Ágnes oldalán az elődöntőig jutott. 2016 januárjában jelentette be visszavonulását.[21]
- Nicole Vaidišová (1989. április 23. Nürnberg, Németország) 2003-tól szerepelt a profi játékosok között. Legjobb világranglista-helyezése egyéniben a 7. volt 2007. májusban, párosban a 128. 2006. októberben. Pályafutása során hat egyéni WTA-tornagyőzelmet szerzett, emellett 2 alkalommal győzött ITF-tornákon. Grand Slam-tornán a legnagyobb sikerét női egyesben a 2006-os Roland Garroson, valamint a 2007-es Australian Openen érte el, ahol az elődöntőig jutott. 2016. júliusban jelentette be második visszavonulását.[22]
- Stephanie Vogt (1990. február 15. Vaduz, Liechtenstein) 2006-tól szerepelt a profi játékosok között. Legjobb világranglista-helyezése egyéniben a 137. volt 2014. februárban, párosban a 69. 2016. februárban. Pályafutása során két páros WTA-tornagyőzelmet szerzett, emellett 12 alkalommal egyéniben és 11 alkalommal párosban győzött ITF-tornákon. Grand Slam-tornán a legnagyobb sikerét női párosban a 2016-os Australian Openen érte el, ahol a 2. körig jutott. 2016. augusztusban jelentette be visszavonulását.[23]